# Kombilösung (Karlsruhe)
Die Kombilösung Karlsruhe ist ein Projekt, mit dem die Straßenbahn sowie die Stadtbahn in der baden-württembergischen Stadt Karlsruhe weiterentwickelt wurden. Ziel des Projekts war, die Kaiserstraße straßenbahnfrei zu gestalten. Um dieses Ziel zu erreichen, wurden in der elfjährigen Bauzeit ein Stadtbahntunnel unter der Innenstadt sowie eine neue Straßenbahntrasse in der und ein Autotunnel unter der Kriegsstraße gebaut. Der Stadtbahntunnel wurde 2021 eröffnet, der Autotunnel 2022.

## Stadtbahntunnel
Das Teilprojekt Stadtbahntunnel besteht aus:
- dem Bau von sieben unterirdischen Haltestellen
- dem Neubau, Umbau oder der Verlegung von sechs oberirdischen Haltestellen
- dem Bau eines unterirdischen Gleisdreiecks
- dem Bau von drei Rampen
- dem Bau einer Ost-West-Tunnelröhre
- dem Bau einer Nord-Süd-Tunnelröhre
- der Bauvorleistung für einen Nordost-Abzweig

### Haltestellen und Gleisdreieck
Die meisten unterirdischen Haltestellen werden nach Baufeldfreimachung und Kampfmittelsondierung in Deckelbauweise erstellt. Ursprünglich war geplant, alle Seitenwände als Bohrpfahlwand zu erstellen, bei einigen Haltestellen wurde jedoch mit Schlitzwänden gearbeitet. Der Tunnel liegt in der Oberrheinischen Tiefebene, einem Grabenbruch, der mit mehrere 1000 m starkem Sediment aufgefüllt ist. Daher können die Wände nicht, wie bei anderen Projekten, feste oder zumindest wasserdichte Schichten erreichen. Stattdessen wird ein provisorischer Boden im Düsenstrahlverfahren erstellt, dessen Dichtigkeit durch Pumpversuche geprüft wird. Abschließend wird der provisorische Boden verankert, ein Deckel betoniert und die Oberfläche wiederhergestellt. Im Schutze des so erstellten Baukörpers kann der Erdkern entfernt werden und anschließend der endgültige Boden, Wände, Zwischendecken, Gleiswanne und Bahnsteige errichtet werden.
Die unterirdischen Haltestellen sind (innen gemessen) 100 m lang. Der Bahnsteig gliedert sich dabei in einen 80 m langen Abschnitt mit 34 cm Bahnsteighöhe für den barrierefreien Zugang zu Niederflurbahnen und einen 15 m langen Abschnitt mit 55 cm Bahnsteighöhe für den barrierefreien Zugang zu den ersten zwei Türen von Mittelflurbahnen der Zweisystemlinien, dazwischen eine 5 m lange Rampe. Die Haltestellen sind somit auf bis zu 75 m lange Doppeltraktionen nach BOStrab ausgelegt. Die meisten Haltestellen haben eine Bahnsteigebene und eine Zwischenebene. Ein Aufzug pro Bahnsteig sorgt für die barrierefreie Erreichbarkeit.
Der Hauptbaukörper der Haltestelle Europaplatz des Ost-West-Tunnels beginnt an der Ostkante der Douglasstraße und endet in der Mitte der Karlstraße. Zwei Rolltreppenzugänge vom Platz und von der Fußgängerzone östlich der Karlstraße und ein Treppenzugang von der nördlichen Karlstraße sollen zur östlichen Zwischenebene führen, Postgalerie auf der Südseite und Saturn auf der Nordseite können an diese angeschlossen werden. Die westliche Zwischenebene erhielt nur zwei Treppenzugänge. Die Aufzüge fahren zur Bahnsteigebene durch ohne Zugang zu den Zwischenebenen. Die Schienen liegen 13 m unter dem Gelände. Die Wände wurden mit Bohrpfahlwänden erstellt. Es gibt zwei Baufelder, von denen das erste auf der Südseite Mitte 2010 begonnen wurde. In dieser Bauphase war das oberirdische Gleisdreieck nur eingleisig aus Richtung Osten befahrbar. Der Wechsel auf das nördliche Baufeld erfolgte mit Wiederherstellung des Gleisdreiecks mit erheblicher Verspätung im Mai 2012. Im Juni 2014 wurde die alte Gleisführung wieder hergestellt, im November 2014 die oberirdische und für Niederflur barrierefreie Haltestelle direkt auf dem Platz wiedereröffnet.
Der Hauptbaukörper der Haltestelle Lammstraße des Ost-West-Tunnels beginnt östlich der Ritterstraße. Von dort ist per Treppe und Rolltreppe eine kleine Zwischenebene erreichbar. Eine weitere Zwischenebene ist mit zwei Treppen und einer Rolltreppe in nur einer Richtung und vom Karstadt erreichbar. Die Aufzüge direkt zur Bahnsteigebene liegen dazwischen. Die Schienen liegen 13 m unter dem Gelände. Auf der Ostseite geht der Baukörper der Haltestelle in den des Gleisdreiecks über. Die östliche Zwischenebene ist mit einem weiteren Rolltreppenzugang aus der Kaiserstraße erreichbar.

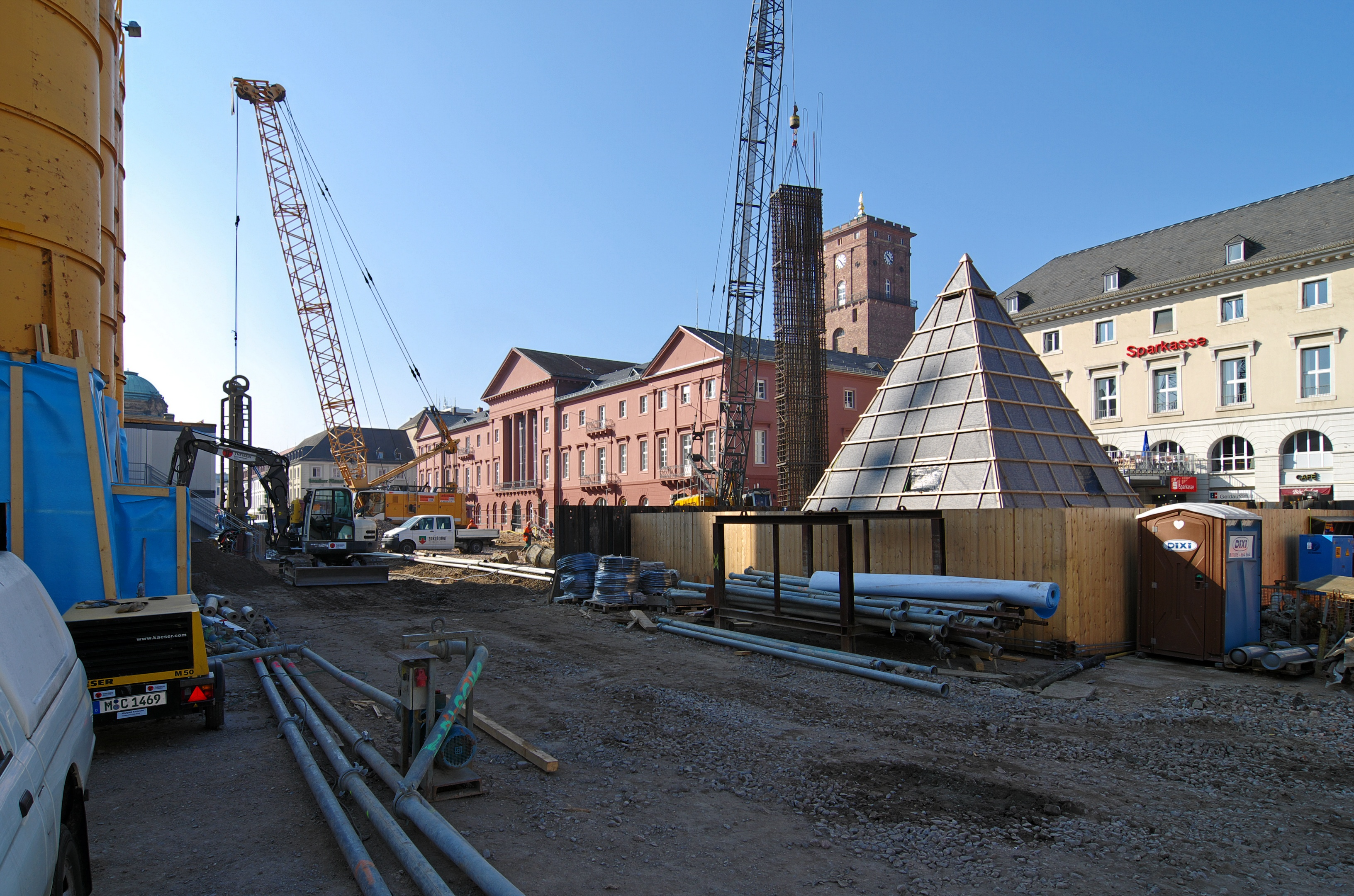
Großbaustelle am Marktplatz im März 2014

Auch die Zwischenebene geht in den Baukörper des Gleisdreiecks über, sodass man die Haltestelle Marktplatz des Südabzweigs unterirdisch erreicht, deren Baukörper direkt an den des Gleisdreiecks anschließt. Auf der Zwischenebene zwischen Lammstraße und Marktplatz wird auch eine öffentliche Toilettenanlage eingerichtet, die die bisherige, baubedingt stillgelegte Anlage auf dem Marktplatz ersetzt. Die nördliche Zwischenebene der Haltestelle Marktplatz erreicht man vom nördlichen Platz aus mit einer Treppe, einer Rolltreppe und einem einzelnen Aufzug mit Stopp in der Zwischenebene und dem westlichen Bahnsteig. Zum östlichen Bahnsteig muss in einen anderen Aufzug umgestiegen werden. Die südliche Zwischenebene hat nur einen Treppenzugang. Die Haltestelle verfügt neben den beiden durchgehenden Gleisen über ein drittes Stumpfgleis, auf dem Zweisystemlinien enden können wie die aus dem Murgtal. Dieses Gleis liegt etwas tiefer, sodass es komplett 55 cm Bahnsteighöhe hat. Die Idee, über diesem Gleis auf der Zwischenebene einen Veranstaltungsraum zu integrieren, wurde wegen hoher Brandschutzanforderungen fallen gelassen, wie deswegen auch schon vorher sämtliche Ideen an Kioske etc. Die Schienen liegen 13,4 m unter dem Gelände. Begonnen wurde der Bau 2010 mit dem südlichen Baufeld der Haltestelle Lammstraße vor dem Karstadt-Gebäude. Dabei traf man auf unbekannte tragende Fundamentteile, was zu erheblichen Zeitverlusten führte. Die Wände der Haltestelle Lammstraße wurden mit Bohrpfählen gebaut. Der Wechsel zum nördlichen Baufeld erfolgte Ende 2012. Die Wände der Haltestelle Marktplatz und des Gleisdreiecks werden mit Schlitzwänden gebaut. Im Frühjahr 2013 begann, die Sperrung des Abschnitts Marktplatz – Kronenplatz ausnutzend, der Bau des Ostteils des Gleisdreiecks. Die Fertigstellung mitsamt Aufhebung der Sperrung dieses Abschnittes erfolgte wie vorgesehen am 18. November 2013. Danach wurde der Südabzweig am Marktplatz gesperrt, um dort die Haltestelle zu beginnen, die Vorarbeiten dafür wie Leitungsverlegungen begannen bereits im Frühjahr. Die Sperrung des Südabzweigs sollte ursprünglich nur zwei bis drei Jahre dauern, danach sollte dieser bis zur Gesamtfertigstellung der Kombilösung inklusive Kriegsstraße und der damit verbundenen endgültigen oberirdischen Stilllegung wieder provisorisch hergestellt werden. Anfang 2015 beschloss man jedoch, darauf zu verzichten und den Busersatzverkehr beizubehalten und gegebenenfalls bis zum Marktplatz zu verlängern. Die Einzelhändler entlang der Strecke protestierten dagegen.
Der Hauptbaukörper der Haltestelle Kronenplatz des Ost-West-Tunnels beginnt noch in der Fußgängerzone in Höhe Kaiserstraße 20 und reicht bis einige Meter vor das historische Hauptgebäude der Technischen Hochschule. Die westliche Zwischenebene ist per Treppe und Rolltreppe aus der Fußgängerzone erreichbar, die mittlere per Treppen aus der Waldhornstraße und den Aufzügen, die auch in der Zwischenebene halten. Die östliche Zwischenebene hat einen Treppen- und Rolltreppenzugang zur Englerstraße Richtung Universitätscampus. Hier finden Schlitzwände Verwendung. Die Schienen liegen 13 m unter dem Gelände. Der Bau begann 2010 mit dem nordöstlichen Baufeld, der Wechsel zum südöstlichen Baufeld erfolgte im September 2012. Von Juni 2012 bis April 2013 war der Südabzweig bis zur Baumeisterstraße nicht befahrbar. Im Frühjahr 2013 begann der Bau des Westendes der Haltestelle, wofür der Abschnitt Marktplatz – Kronenplatz gesperrt wurde. Bis November 2013 konnte durch Vereinigung der beiden westlichen Baufelder in sieben Monaten die rund 15 Monate Verzögerung beim Bauablauf wieder aufgeholt werden.
Der Hauptbaukörper der Haltestelle Durlacher Tor des Ost-West-Tunnels beginnt am Ostende der Kaiserstraße noch vor Erreichen des Platzes. Die westliche Zwischenebene hat einen Treppen- und Rolltreppenzugang aus Richtung Campus und einen Treppenzugang auf der Südseite der Kaiserstraße. Außerdem halten an ihr die beiden Aufzüge. Die östliche Zwischenebene hat auf der Nordseite einen Treppen- und Rolltreppenzugang und auf der Südseite einen Treppenzugang und ebenfalls Aufzüge. Die Schienen liegen 11 m unter dem Gelände. An den mit Schlitzwänden erstellten Baukörper der Haltestelle schließen im Osten die Bauvorleistung für einen Nordostabzweig unter der Karl-Wilhelm-Straße und die Rampe zum Gottesauer Platz an. Nachdem schon zuvor ein neues Betriebsgebäude erstellt wurde, da das alte der Baustelle weichen musste, begannen die eigentlichen Bauarbeiten im Sommer 2011. Am Westende der Haltestelle startete die Tunnelbohrmaschine.

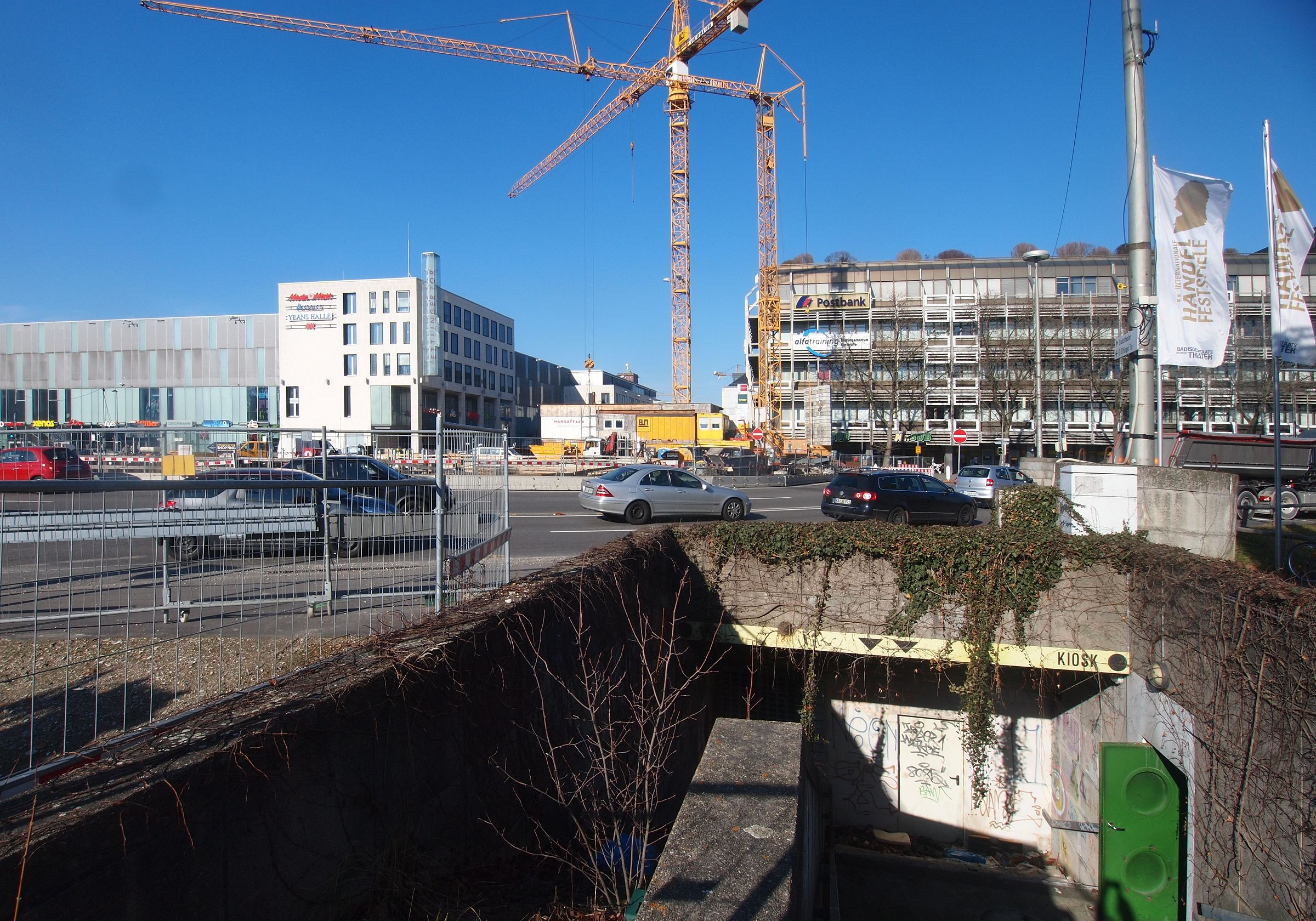
Ettlinger Tor 2017, mit alter Unterführung

Die Mitte des Hauptbaukörpers des Kombibauwerks Ettlinger Tor des Südabzweigs liegt ungefähr im Bereich der Kriegsstraßen-Unterführung unter dem Ettlinger-Tor-Platz. Hier kreuzen sich beide Projektteile. Da der Stadtbahntunnel unter der alten Unterführung liegt, muss diese abgerissen und neu errichtet werden, daher „Kombi-Bauwerk“. Abgerissen wurde auch eine ehemalige Fußgängerunterführung, in der sich zuletzt der Musikclub „Substage“ befand. Die Zwischenebenen werden mit vier Treppen und drei einzelnen Rolltreppen an den vier Ecken der Haltestellen erreicht. Die Aufzüge sind nicht durchgehend. Das Einkaufszentrum Ettlinger Tor wird an die nördliche Zwischenebene angebunden. Die Schienen liegen 14 m unter dem Gelände. Baubeginn mit Schlitzwänden war 2011 mit dem Nordkopf, später folgte der Baubeginn des Südkopfes. Im November 2014 wurde nach Fertigstellung des Nord- und Südkopfes die Straßenunterführung gesperrt, um diese abzureißen und durch den Mittelteil der Haltestelle und die neue Straßenunterführung zu ersetzen. Nahe dem Bauwerk befindet sich der Infopavillon der Kombilösung „K.“ mit Aussichtsplattform.
Der Hauptbaukörper der Haltestelle Kongresszentrum des Südabzweigs beginnt südlich der Straße Nowackanlage und endet etwas südlich der Schützenstraße. Da der Tunnel des Südabzweigs hier schon allmählich nach oben kommt, hat diese Haltestelle im Gegensatz zu den anderen keine Zwischenebene. Die zwei Rolltreppen im Süden, die zwei Treppen im Norden und die beiden Aufzüge in der Mitte führen direkt auf die Bahnsteigebene. Die Schienen liegen 7,1 m unter dem Gelände. Nach Herstellen von provisorischen Wänden und Injektionssohle wird sie offen in dieses Provisorium eingebaut. Die Sperrung des Südabzweigs am Marktplatz ab 18. November 2013 umfasst seit Januar 2014 auch den Autoverkehr auf der Ettlinger Straße von Nord nach Süd. Die Gegenrichtung wurde in Höhe der künftigen Haltestelle auf die andere Seite verlegt, so dass danach mit dem Bau der Haltestelle begonnen werden konnte. Der Straßenbahnverkehr im Zuge von Baumeister- und Hermann-Billing-Straße und der Autoverkehr dort, allerdings nur von Ost nach West, wurden über Hilfsbrücken über die Baustelle geführt.
Im Zuge des Baus des Stadtbahntunnels mussten auch einige oberirdische Haltestellen verlegt oder neu gebaut werden. Im Osten wurde zunächst 2011 die Haltestelle Gottesauer Platz vom Platz westlich der Wolfartsweierer Straße, wo die Rampe entstand, nach östlich dieser Straße verlegt und dabei nach demselben Prinzip wie die U-Haltestellen barrierefrei ausgebaut.
Im Westen musste die Haltestelle Mühlburger Tor ebenfalls der künftigen Rampe weichen. Sie wurde im Frühjahr 2013 nach Westen verlegt vor das Helmholtz-Gymnasium zwischen Scheffelstraße und Grashofstraße. Die östlich vorher abzweigende Strecke in die Nordstadt bekam in der Grashofstraße eigene Bahnsteige. Die Haltestelle hat eine Länge von rund 160 m, da sie sowohl im Ostteil für Niederflurbahnen mit 34 cm, als auch im Westteil für Mittelflurbahnen mit 55 cm auf jeweils ganzer Länge einen barrierefreien Einstieg ermöglicht. Sie ist daher die erste Haltestelle, die seit dem 4. Juli 2013 auf ganzer Länge einen barrierefreien Umstieg auf kurzem Wege zwischen beiden Höhen bietet. Sie ersetzt nicht nur die alte Haltestelle Mühlburger Tor, sondern auch die Bahnsteige in der Kaiserallee der Haltestelle Schillerstraße, da diese zu nahe an der neuen Haltestelle liegen. Lediglich deren Bahnsteige in der Schillerstraße selbst für die Linie 1 bleiben erhalten, die in der Kaiserallee wurden im Sommer 2015 zurückgebaut. Wegen des nun sehr großen Abstandes zur Haltestelle Europaplatz soll dazwischen für die oberirdischen Bahnen eine zusätzliche Haltestelle zwischen Leopold- und Hirschstraße errichtet werden.
Im Zuge der Bauarbeiten wurden diverse Haltestellen zeitweise verlegt, so am Europaplatz, Kronenplatz, Ettlinger Tor und Durlacher Tor.
Außerhalb des Projektes Kombilösung steht der Umbau der Haltestellen Mathystraße und Kolpingplatz in der Karlstraße und der Haltestelle Werderstraße in der Rüppurrer Straße zu barrierefreien Haltestellen. Deren neue doppeltraktionsgeeignete Länge ist jedoch notwendig für die Umleitung während der Sperrung des Südabzweiges Marktplatz. Der anstehende Neubau der Haltestelle Volkswohnung zählt ebenso nicht direkt zum Projekt, während der Umbau der Haltestellen Mendelssohnplatz und Karlstor zum Teilprojekt Kriegsstraße gehört.
14 großformatige Keramikplatten des Kunstprojektes Genesis – Sieben Tage des Herrn von Markus Lüpertz für die sieben zentralen Bahnhöfe, die zunächst mit der Karlsruher Keramikmanufaktur Majolika entstehen sollten, wurden nun in der Zeller Keramik Manufaktur produziert, wie der Verein „Karlsruhe Kunst Erfahren“ im November 2020 mitteilte. Ende Dezember präsentierte Lüpertz die erste Tafel auf dem Bahnsteig der künftigen Haltestelle Kronenplatz dem Oberbürgermeister Frank Mentrup. Enthüllt wurden sie in der Nacht vom 27. auf den 28. April 2023.

### Tunnel und Rampen
Der Ost-West-Tunnel wird im Schildvortrieb gebaut und hat eine Röhre mit zwei Gleisen. Der Regelquerschnitt sieht einen Innendurchmesser von 8,20 m vor mit einem einschaligen Tübbingausbau mit 40 cm Stärke. Inklusive Primärverpressung kommt man auf rund 9,3 m Außendurchmesser. Die Schienenoberkante liegt, innen gemessen, 2,60 m über der Sohle bzw. 5,60 m unter der Decke der Röhre bzw. 1,50 m unter dem Mittelpunkt der Röhre. Der Gleismittenabstand beträgt 3,05 m, der Abstand der Gleisachse zum Notgehweg beträgt 1,60 m. Dieser liegt 28 cm über Schienenoberkante und ist, nach den zum Baubeginn gültigen Regeln der BOStrab, 70 cm breit.
Die Gleise liegen im Schotterbett. Der Schildvortrieb mit der beim Anschlagfest am 26. Oktober 2014 auf „Giulia“ getauften Tunnelbohrmaschine startete im November 2014 in der U-Haltestelle Durlacher Tor und endete am 7. September 2015 im rund 13 m langen Zielschacht unter dem westlichen Teil des Kaiserplatzes innerhalb des heutigen Gleisrondells. Die 80 m lange und 1.300 Tonnen schwere Tunnelvortriebsmaschine Giulia kam pro Tag durchschnittlich 14 m voran. Ihr Tagesrekord liegt bei 32 m. Sie baute in Ihren neun Einsatzmonaten 1.024 Tunnelringe mit 6.144 Fertigeinzelteilen – die sogenannten Tübbinge. Außerdem beförderte sie 135.000 Kubikmeter Erdreich an die Oberfläche.
Beim Schildvortrieb wurden auch die Haltestellen Kronenplatz, Lammstraße und Europaplatz und das Gleisdreieck durchfahren, die Provisorien mussten bis dahin fertig sein. Danach wurde dort die Röhre wieder abgebrochen und der im Haltestellenprovisorium noch befindliche Boden entfernt. Danach erfolgte von innen der Bau der endgültigen Haltestelle.
Im Zuge von Schwierigkeiten beim Bau der Haltestellen Europaplatz und insbesondere Lammstraße (unbekannte Fundamente beim Karstadt-Gebäude) kam es zu Verzögerungen von bis zu 18 Monaten. 15 Monate davon wurden 2013 durch die 7-monatige Sperrung des Abschnitts Marktplatz – Kronenplatz aufgeholt, da so kleine Baufelder zu großen zusammengelegt werden konnten. Der Baufortschritt des Tunnelvortriebs beträgt etwa 10 Meter pro Tag. Der Vortrieb erwies sich zunächst als weniger problematisch als gedacht. Teilweise war es möglich, 30 m Tunnel pro Tag voranzutreiben. Die oberirdische Erdbewegung betrug 2 mm. Bis zum 17. Februar 2015 konnten 889 m Tunnel bis zum Gleisdreieck Marktplatz hergestellt werden. Ursprünglich sollte der Marktplatz erst zu Ostern 2015 erreicht werden. Mitte März 2015 kam es wegen unerwarteter Probleme im Bereich des zukünftigen unterirdischen Gleisdreiecks am Marktplatz zu einem Stopp des Tunnelvortriebs. Die Arbeiten zur Verdichtung des Erdreichs über der Tunnelvortriebsmaschine hatte einige Wochen gedauert und einen Teil des Zeitpolsters aufgezehrt.
Die östliche Rampe in der Durlacher Allee startet im Anschluss an den potentiellen Nordostabzweig direkt hinter der U-Haltestelle Durlacher Tor, erreicht das Tageslicht mit dem Ostportal in Höhe Westkante Bernhardstraße und endet Westkante Buntestraße bzw. Gottesauer Platz. Sie hat maximal 32,0 Promille Steigung, 1600 m Kuppen- und 2000 m Wannenausrundung und eine Länge von rund 430 m, davon 230 m offen. Es schließen sich Weichen an beidseitige, oberirdische Umfahrungsgleise der Rampe an. Da auf den Umfahrungsgleisen kein linienmäßiger Betrieb geplant ist, sind sie nicht auf eigenem Gleiskörper, sondern in den Fahrbahnen der Durlacher Allee verlegt. Für die Rampe musste die Haltestelle Gottesauer Platz 2012 verlegt werden.
Die westliche Rampe in der Kaiserallee startet im Anschluss an den Zielschacht der Tunnelbohrmaschine, erreicht das Tageslicht mit dem Westportal etwas westlich der Westkante der Reinhold-Frank-Straße und endet in Höhe Mitte Lessingstraße. Sie hat maximal 49,5 Promille Steigung, 1600 m Kuppen- und 5000 m Wannenausrundung und eine Länge von rund 430 m, davon 150 m offen. Sie ist aus Platzgründen die steilste der drei Rampen. Es schließen Weichen an für eine auch im Linienbetrieb genutzte, beidseitige Umfahrung der Rampe, die daher einen eigenen Gleiskörper erhält. Für die Rampe musste die Haltestelle Mühlburger Tor verlegt werden. Seit 2014 sind Rampe und Zielschacht in Bau, die Bahnen umfahren die Baustelle seit Pfingsten 2014 auf der Nordseite.
Der Südabzweig als Nord-Süd-Tunnel schließt sich an das Haltestellenbauwerk Marktplatz an und hat ebenfalls eine Röhre mit zwei Gleisen, abgesehen von einem kurzen Stück am Marktplatz, in dem das dritte Gleis der Haltestelle abzweigt. Aufgrund der geringen Länge wurde dieser Abschnitt nicht gebohrt, sondern auf den ersten 250 m bis zur U-Haltestelle Ettlinger Tor bergmännisch erstellt, wobei der Tunnel vom Ettlinger Tor nach Norden vorgetrieben wurde. Beim Tunnelbau wird seit Sommer 2014 Zementsuspension und später Wasserglas als Injektionsdichtung zur Stabilisierung des kiesigen Untergrunds injiziert und anschließend unter Überdruck der Boden ausgeräumt. Das Innenmaß des Tunnels beträgt 8,50 in der Breite. Zuzüglich 45 cm Ortsbetoninnenschale und 30 cm Spritzbeton ergibt sich ein Außenmaß von 10,0 m in der Breite. Abstand des Gleises zur Decke und sonstige gleisbezogene Maße entsprechen denen des Ost-West-Tunnels. Dieser Teil des Tunnels unterquert mit ca. 1–2 m Abstand den Karlsruher Landgraben.
Die Tunnelstrecke südlich des Ettlinger Tores wurde, wie die Haltestelle Kongresszentrum, nach Erstellen von provisorischen Wänden und einer Injektionssohle offen in dieses Provisorium eingebaut mit einem rechteckigen Querschnitt und einem Innenmaß von 7,85 m in der Breite und 5,40 m in der Höhe und 80 cm dicken Wänden.
Die querende Straßenbahnstrecke wurde im März und April 2014 fünf Wochen zum Einbau einer Hilfsbrücke über dem Tunnel unterbrochen.
Die südliche Rampe in der Ettlinger Straße entwickelt sich aus diesem Tunnel, erreicht das Tageslicht am Südportal 1 m südlich des Hauses Nr. 15 (südlich der Werderstraße) und endet wenige Meter vor der Unterführung an der Augartenstraße. Die dortige Haltestelle wurde nach Süden der Augartenstraße verlegt. Die Rampe hat maximal 35,0 Promille Steigung, 1600 m Kuppen- und 3000 m Wannenausrundung und eine Länge von rund 320 m, davon 210 m offen. Sie soll im Endausbau keinerlei Umfahrungsgleise und Verbindungen zu den querenden Straßenbahnstrecken in Kriegs- und Baumeisterstraße haben. Für die geplante Wiederinbetriebnahme der oberirdischen Strecke Mitte 2016 sind aber übergangsweise Umfahrungen nötig.
Mit der Wiederinbetriebnahme des Abschnittes Marktplatz – Kronenplatz erfolgte im November 2013 die Sperrung des Südabzweigs vom Marktplatz in die Ettlinger Straße (die anstelle des früheren Gleisdreiecks gebaute Kurve ohne Weichen wurde abgerissen und die Lücke der Kaiserstraße folgend ebenfalls ohne Weichen wieder geschlossen), so dass der Hauptteil der Arbeiten am Südabzweig und seinen Haltestellen danach beginnt mit Ausnahme der schon in Bau befindlichen Teile der Haltestelle Ettlinger Tor.

## Kriegsstraße
Das Teilprojekt Kriegsstraße besteht aus:
- dem Bau eines Autotunnels unter der östlichen Kriegsstraße mit
  - dem Abriss der Unterführung Ettlinger Tor und Neubau als Kombibauwerk, siehe oben
  - dem Neubau Verbindungstunnel zwischen den Unterführungen Ettlinger und Karlstor mit vier Rampen und einseitiger unterirdischer Anbindung des Parkhauses des Einkaufszentrums Ettlinger Tor
  - dem Neubau eines östlich anschließenden Tunnels bis östlich der Kapellenstraße
- der Reduzierung der oberirdischen Straße
- dem Bau einer oberirdischen Straßenbahnstrecke mit drei Haltestellen
- der Verlegung zweier weiterer Haltestellen
- dem Ersatz einer Unterführung und zweier Brücken durch ebenerdige Querungen

### Autoverkehr
Die Kriegsstraße war seit den 1960er- und 1970er-Jahren eine bis zu zehnspurige, autodominierte Hauptverkehrsachse. Im Zuge der Kombilösung wurde der innerstädtische Abschnitt grundlegend umgestaltet: Der Durchgangsverkehr verläuft heute im neuen Karoline-Luise-Tunnel unterirdisch, wodurch an der Oberfläche die Zahl der Fahrstreifen deutlich reduziert, neue barrierefreie Querungen und durchgehende Radwege geschaffen sowie die Straße mit mehreren Baumreihen zur modernen Allee aufgewertet wurde. Die früheren Fußgängerbrücken und Unterführungen wurden durch ebenerdige Übergänge ersetzt. Der Tunnel ist zwischen Karlstor und Ostportal rund 1,4 Kilometer lang und bietet Anbindungen an die Ritterstraße, Lammstraße und das Parkhaus des Einkaufszentrums Ettlinger Tor.

### Straßenbahn
Durch die Neugestaltung der Kriegsstraße wurde eine oberirdische Straßenbahnstrecke geschaffen, die das innerstädtische Netz erweitert und den Stadtbahntunnel ergänzt. Die neue Strecke wurde mittels eines Gleisdreiecks an die bestehende Straßenbahnstrecke in der Karlstraße angeschlossen. Im Zuge des Ausbaus entstanden entlang der Strecke drei barrierefreie und doppeltraktionsfähige Haltestellen, jeweils mit 75 m langen und 34 cm hohen Bahnsteigen.
Die Haltestelle Karlstor/Bundesgerichtshof ist am Karlstor über das Gleisdreieck mit der Bestandsstrecke in der Karlstraße verbunden. Die zuvor nördlich des Tores gelegene Haltestelle wurde aufgehoben und stattdessen südlich des Tores neu errichtet, da im Norden kein ausreichender Platz für eine barrierefreie Haltestelle mit Doppeltraktionsfähigkeit zur Verfügung stand. Die Haltestelle wurde seit Ende 2012 und am 3. Juli 2013 für die Niederflurstraßenbahnen in Betrieb genommen. Die Altfahrzeuge der Linie 5 nutzten während ihrer Umleitung bis Ende 2014 weiterhin die Haltestelle auf der Nordseite.
Westlich des Ettlinger Tores wurde die Haltestelle Ettlinger Tor/Staatstheater errichtet, die nur in Richtung Ettlinger Tor bedient wird.
Am Mendelssohnplatz wurde ein vollständiges Gleisviereck zur Verknüpfung mit den Straßenbahntrassen in der Fritz-Erler-Straße und der Rüppurrer Straße geschaffen. Die bisherigen Haltestellen nördlich des Mendelssohnplatzes und die Haltestelle Baumeisterstraße südlich davon wurden zu der neuen Haltestelle Rüppurrer Tor zwischen Kriegsstraße und Baumeisterstraße zusammengefasst. Die Einmündung der Kapellenstraße wurde im Zuge des Umbaus nach Osten verlegt und rechtwinklig ausgeführt. Zusätzlich wurde eine einfache Abzweigung aus Richtung Westen zur Betriebsstrecke in der Kapellenstraße integriert.
Die Straßenbahnstrecke endet an der Henriette-Obermüller-Straße, wo die bisherige Kurve der Straßenbahnstrecke in der Ludwig-Erhard-Allee zu einem einfachen Abzweig umgebaut wurde. Die im September 2012 eröffnete Strecke zur Umfahrung des Knotens Mendelssohnplatz in Richtung Baumeisterstraße bleibt weiterhin in Betrieb, unter anderem aufgrund bestehender Fördermittelbindungen für den Bau.
Seit der Eröffnung der Strecke zum Fahrplanwechsel am 12. Dezember 2021 wird der rund 1,6 Kilometer lange Abschnitt von den folgenden Straßenbahnlinien bedient:
| Linie | Linienweg |
| ----- | --- |
| 4     | Waldstadt-Europäische Schule – Jägerhaus – Hirtenweg/Technologiepark – Hauptfriedhof – Durlacher Tor – Rüppurrer Tor – Ettlinger Tor – Karlstor – Europaplatz/Postgalerie – Mühlburger Tor – Schillerstraße – Weinbrennerplatz – Oberreut-Badeniaplatz |
| 5     | Durlach Bahnhof – Tullastraße/Verkehrsbetriebe – Schloss Gottesaue/Hochschule für Musik – Ostendstraße – Rüppurrer Tor – Ettlinger Tor – Karlstor – Mathystraße – Weinbrennerplatz – Entenfang – Rheinhafen                                            |

## Straßenbahnfreie Fußgängerzone
Bei der 1996 im Bürgerentscheid abgelehnten U-Strab ging es hauptsächlich um die Steigerung der Leistungsfähigkeit der Hauptachse des Straßen- und Stadtbahnverkehrs in der Kaiserstraße, während die Entlastung der Fußgängerzone vom Straßenbahnverkehr nur eine untergeordnete Rolle spielte. Hingegen stand beim Bürgerentscheid 2002 die straßenbahnfreie Fußgängerzone im Fokus. Während Kritiker die Notwendigkeit der Straßenbahnfreiheit bezweifeln oder gar für kontraproduktiv halten, insbesondere nachts, heben Befürworter hervor, dass der unterschiedliche Ausgang der Bürgerentscheide zeige, dass die Straßenbahnfreiheit vom Bürger gewollt sei und die Attraktivität der Haupteinkaufsstraße steigern werde.
Straßenbahnfrei wird der Abschnitt der Kaiserstraße zwischen Karlstraße und Fritz-Erler-Straße, also zwischen Europaplatz und Kronenplatz. Insbesondere der Abschnitt zwischen Adlerstraße exklusive und Europaplatz inklusive gilt als hochfrequentiert mit Fußgängern. Östlich und südlich des Kronenplatzes wird es außerhalb der Fußgängerzone weiterhin oberirdischen Straßenbahnverkehr geben mit einer Haltestelle in der Fritz-Erler-Straße. Ebenso wird es westlich und südlich des jetzigen Gleisdreiecks am Europaplatz weiterhin oberirdischen Straßenbahnverkehr geben mit einer Haltestelle auf dem Europaplatz. Dort besteht also auch in einem Fußgängerbereich weiterhin (reduzierter) Bahnverkehr. Durch die neue oberirdische Haltestelle zwischen Hirsch- und Leopoldstraße wird vermutlich auch der Autoverkehr westlich davon kaum noch eine Rolle spielen.
Durch diese Maßnahme wird auch der heutige oberirdische Südabzweig ab Marktplatz straßenbahnfrei und damit auch die Fußgängerzone Marktplatz, aber auch der bis zur Rampe in der Augartenstraße reichende Bereich der Karl-Friedrich-Straße und Ettlinger Straße, da die Rampe keine Umfahrungen haben wird und somit keine Möglichkeit besteht, dort weiterhin oberirdischen Straßenbahnverkehr anzubieten.
Unter dem Motto „unten die Bahnen und oben das Leben“ wurden im Wahlkampf des Bürgerentscheids die neuen Möglichkeiten einer bahnfreien Fußgängerzone als „Flaniermeile“ beworben mit Straßencafés, entspannt plaudernden Menschen, fröhlich tobenden Kindern, Spielmöglichkeiten, Straßenmalern und Musikern und den Auslagen der Geschäfte als attraktiveres Einkaufserlebnis.
Konkretisiert wurde dies zwischen Sommer 2009 und März 2010 mit einem „Wettbewerb Kaiserstraße und Karl-Friedrich-Straße“, der den Bereich der kompletten Kaiserstraße zwischen Durlacher und Mühlburger Tor inklusive und der kompletten Karl-Friedrich-Straße bis zum Ettlinger Tor exklusive umfasste. Hierin wurden Ideen gesammelt und bewertet zur Gestaltung des Pflasters, der Möblierung, der Beleuchtung und der Begrünung.
Im Frühjahr 2013 wurden als erste Maßnahme der Umsetzung der Wettbewerbsergebnisse einige Testflächen mit den vorgeschlagenen Pflastern belegt, um deren Tauglichkeit zu testen.
Im Gegensatz zu den planungsrechtlich abgesicherten Projektteilen Stadtbahntunnel und Kriegsstraße ist die Bahnfreiheit der Fußgängerzone rechtlich nicht fixiert. Da die Bindungswirkung eines Bürgerentscheides in Baden-Württemberg stets nur drei Jahre beträgt, ist auch der Entscheid von 2002 seit 2005 nur noch eine moralische Verpflichtung, zu der sich aber bisher alle großen Karlsruher Parteien bekannt haben. Der Umbau der Fußgängerzone nach Vollendung der Kombilösung ist nicht förderwürdig und ist daher nicht Bestandteil der Kostenrechnung.

## Sonstige Baumaßnahmen
Der oben erwähnte Umbau von Haltestellen außerhalb der beiden Projektteile Stadtbahntunnel und Kriegsstraße für die Nutzung durch Doppeltraktionen bei Sperrung des Südabzweigs Marktplatz, ist nicht Teil des Projektes inklusive der Kostenrechnung, ebenso wenig die Verlegungen von Leitungen aus den Baufeldern heraus. Hervorzuheben ist dabei der aufwändige Düker des „Abwassersammlers Mitte“ unter der Kreuzung der Ettlinger Straße mit Baumeister- und Hermann-Billing-Straße.
Des Weiteren wurde südöstlich des Ettlinger Tores der Infopavillon „K.“ für gut 800.000 Euro gebaut und im April 2010 eröffnet. Er bietet neben Infomaterial und einem Café einen Veranstaltungsraum und eine Aussichtsplattform auf die Baustelle des Kombibauwerks. Der Name „K.“ steht für Kombilösung, Karlsruhe, Kommunikation und Kompetenz. Von Juli 2009 bis 2011 informierten 16 Info-Stelen an den (damals) künftigen Baustellen über die lokalen Baumaßnahmen.
Während die Karlsruher Pyramide auf dem Marktplatz und das Großherzog-Karl-Denkmal auf dem Rondellplatz mit der Konstitutionssäule und vermutlich auch das Kaiser-Wilhelm-Denkmal auf dem Kaiserplatz von den Baumaßnahmen nicht betroffen sind, mussten der Ludwigsbrunnen auf dem Marktplatz und das Leibgrenadierdenkmal auf dem Europaplatz für die Bauarbeiten abgebaut werden. Diese werden anschließend wieder aufgebaut. Die Pyramide wurde zum Schutz mit Holz verkleidet; zur Überwachung wurden im Inneren Erschütterungssensoren angebracht.

## Liniennetz

### Geplanter Endzustand
Am 12. März 2020 gaben die Verkehrsbetriebe Karlsruhe den Liniennetzplan bekannt, der nach Fertigstellung des Stadtbahntunnels und der Straßenbahntrasse in der Kriegsstraße Ende 2021 in Kraft trat.
Alle Stadtbahnlinien verkehren auf ihrem Linienweg vor dem Bau. Sie fahren durch den Stadtbahntunnel in der Kaiserstraße bzw. Ettlinger Straße. Aufgrund des fehlenden Nordost-Abzweiges an der Haltestelle Durlacher Tor fährt die Linie S2 über die Tullastraße statt wie bisher über den Karl-Wilhelm-Platz.
Mittelfristig soll eine Rampe am Schloss Gottesaue das Straßenbahnnetz mit dem DB-Netz verbinden, um die Linie S31/S32 über die Kriegsstraße statt wie bisher zum Hauptbahnhof zu führen.
Die Straßenbahnlinien 1 und 2 verkehren teilweise unterirdisch, die Linien 3, 4 und 5 verkehren komplett oberirdisch, davon die Linien 4 und 5 über die Kriegsstraße. Die Linie 8 fährt von Wolfartsweier nach Durlach. Alle Linien außer die Linie 8 haben eine Innenstadtanbindung. Die Straßenbahnstrecke durch die Kapellenstraße wird von der Linie 4 wieder planmäßig befahren. Die Strecke Mathystraße – Konzerthaus – Rüppurrer Tor – Philipp-Reis-Str. – Ludwig-Erhard-Allee wird nicht mehr im Regelbetrieb befahren. Alle Straßenbahnlinien fahren im 10-Minuten-Takt. Taktausdünnungen im Sommerbetrieb und die Verkürzung einzelner Umläufe der Linie 4 werden rückgängig gemacht.

Schematische Darstellung des Liniennetzes Endzustand

#### Linienverlauf
| Linie     | Liniennetz der Kombilösung – geplanter Endzustand                                                                              |
| --------- | --- |
| 1         | Durlach – Durlacher Tor – Marktplatz – Europaplatz – Heide (– Kirchfeld (geplant))                                             |
| 2         | Wolfartsweier – Durlacher Tor – Marktplatz – Ettlinger Tor – Hauptbahnhof – ZKM – Europaplatz – Siemensallee – Knielingen Nord |
| 3         | Rintheim – Kronenplatz – Rüppurrer Tor – Hauptbahnhof – Karlstraße – Europaplatz – Entenfang – Daxlanden – Rappenwört          |
| 4         | Waldstadt – Durlacher Tor – Kapellenstraße – Rüppurrer Tor – Kriegsstraße – Europaplatz – Europahalle – Oberreut               |
| 5         | Durlach Bahnhof – Südostbahn – Rüppurrer Tor – Kriegsstraße – Kühler Krug – Entenfang – Rheinhafen                             |
| 8         | Wolfartsweier – Durlach |
| S 1 S 11  | Bad Herrenalb/Ittersbach – Ettlingen – Hauptbahnhof – Ettlinger Tor – Marktplatz – Europaplatz – Neureut – Hochstetten         |
| S 2       | Rheinstetten – Entenfang – Europaplatz – Marktplatz – Durlacher Tor – Tullastraße – Hauptfriedhof – Hagsfeld – Spöck           |
| S 31 S 32 | Odenheim/Menzigen – Bruchsal – Durlach Bahnhof – Hauptbahnhof (später Einschleifung in die Kriegsstraße nach Durlach Bf.)      |
| S 4       | Albtalbahnhof – Hauptbahnhof – Ettlinger Tor – Marktplatz – Durlacher Tor – Durlach Bahnhof – Bretten – Heilbronn              |
| S 5 S 51  | Wörth/Germersheim – Entenfang – Europaplatz – Marktplatz – Durlacher Tor – Durlach Bahnhof – Pfinztal – Pforzheim              |
| S 52      | Marktplatz – Ettlinger Tor – Hauptbahnhof – Albtalbahnhof – Germersheim                                                        |
| S 7 S 8   | Tullastraße – Durlacher Tor – Marktplatz – Ettlinger Tor – Hauptbahnhof – Albtalbahnhof – Rastatt – Baden-Baden/Murgtal        |

*Kursiv gedruckte Punkte sind Abschnitte im Stadtbahntunnel

#### Taktung auf den neuen Stadt-/Straßenbahnstrecken
Die Angaben der Taktung beziehen sich auf die Hauptverkehrszeit ausschließlich einzeln verkehrender Verstärkerzüge.
- Westabschnitt Stadtbahntunnel (Marktplatz – Mühlburger Tor)
  - Linien 1 S 1 S 11 S 2 S 5 S 51
  - Es verkehren 24 Bahnen pro Stunde und Richtung bei einer durchschnittlichen Zugfolgezeit von 150 Sekunden (alle Linien im 10-min Takt), davon biegen 6 Bahnen (S1/S11) am Marktplatz in Richtung Hauptbahnhof ab und 18 Bahnen befahren den gesamten Ost-West-Tunnel vom Durlacher Tor zum Mühlburger Tor. (1, S2, S5/S51)
- Ostabschnitt Stadtbahntunnel (Marktplatz – Durlacher Tor)
  - Linien 1 2 S 2 S 4 S 5 S 51 S 7 S 8
  - Es verkehren 29 Bahnen pro Stunde und Richtung bei einer durchschnittlichen Zugfolgezeit von 124 Sekunden (S4 im 20-min Takt, S7/S8 jeweils im Stundentakt), davon biegen 11 Bahnen (2, S4, S7, S8) am Marktplatz in Richtung Hauptbahnhof ab.
- Südabschnitt Stadtbahntunnel (Marktplatz – Augartenstr.)
  - Linien 2 S 1 S 11 S 4 S 52 S 7 S 8
  - Es verkehren 18 Bahnen pro Stunde und Richtung bei einer durchschnittlichen Zugfolgezeit von 200 Sekunden
    - 6 Bahnen (S1/S11) biegen am Marktplatz nach Westen in Richtung Mühlburger Tor ab.
    - 11 Bahnen (2, S4, S7, S8) biegen am Marktplatz nach Osten in Richtung Durlacher Tor ab.
    - 1 Bahn (S52) endet am Marktplatz.

Ähnlich dichte Zugfolgen werden bzw. wurden auch in anderen Stadtbahntunneln in Deutschland gefahren. Allerdings ist strittig, in welchem Umfang das höhengleiche unterirdische Gleisdreieck am Marktplatz die Kapazität beeinträchtigt, da es hierfür keine Vorbilder in anderen Städten gibt, siehe auch Kapitel Planungsphase.

### Frühere Überlegungen
Schon das kurz nach Veröffentlichung der Kombilösung im Juni 2002 präsentierte „denkbare Liniennetz für die Kombi-Lösung“ war bis auf kleine Details identisch mit dem Liniennetz des „Mitfalls“ der Standardisierten Bewertung.
| Linie  | Liniennetz der Kombilösung – Endzustand bzw. Mitfall                                              |
| ------ | ------------------------------------------------------------------------------------------------- |
| 1      | Durlach – Stadtbahntunnel – Oberreut                                                              |
| 2      | Wolfartsweier – Stadtbahntunnel – Hbf – Europaplatz – Daxlanden                                   |
| 3      | Waldstadt-Jägerhaus – Kronenplatz – Hbf – Europaplatz – Knielingen-Nord                           |
| 4      | Waldstadt-Europaviertel – Tullastraße – Stadtbahntunnel – Nordstadt – Kirchfeld                   |
| 5      | Rintheim – Kronenplatz – Konzerthaus – Kühler Krug – Rheinhafen                                   |
| 6      | Durlach – Ludwig-Erhard-Allee – Kriegsstraße – Brauerstraße – Hbf, weiter als:                    |
| 7      | Hbf – Rüppurrer Straße – Kriegsstraße – Europaplatz – Rheinstrandsiedlung verkehrt nur in der HVZ |
| 8      | Wolfartsweier – Durlach                                                                           |
| S1/S11 | Albtalbahn – Hauptbahnhof – Stadtbahntunnel – Nordweststadt – Neureut – Hardtbahn                 |
| S2     | Stutensee – Tullastraße – Stadtbahntunnel – Rheinstetten                                          |
| S4/S41 | Heilbronn – Bretten – Stadtbahntunnel – Hbf – Rastatt – Murgtal/Achern                            |
| S5     | Pforzheim – Pfinztal – Stadtbahntunnel – Wörth                                                    |
| S8     | Landau/Germersheim – Hbf – Stadtbahntunnel                                                        |

Schematische Darstellung des Liniennetzes Mitfall

Unterschiede der aktuellen Darstellung zum „denkbaren Netz“ von 2002: Man ging damals von einem Lückenschluss zwischen Endschleife Rintheim und Hirtenweg aus, so dass die Linien 3 und 5 dort ineinander hätten übergehen können. Die 3 soll nun bis zum Jägerhaus weitergeführt werden. Ebenfalls verlängert wurde die 7 vom Kaiserplatz (Planung 2002) in die Rheinstrandsiedlung.
Es fehlt in den Darstellungen die heutige Linie S31/S32, für die es ursprünglich die Planung einer Innenstadtanbindung mit der Streckenführung … – Bruchsal – Bf Durlach – „Rampe Gleisbauhof“ – Ludwig-Erhard-Allee – Ettlinger Tor – Hbf – Ettlingen-Erbprinz – Ettlingen-Bruchhausen – Rastatt – … gab, die jedoch wegen wegfallender Gleisverbindung am Ettlinger Tor so nicht mehr möglich ist. Die Planfeststellung der „Südbahn“ Erbprinz – Bruchhausen wurde aber durchgeführt und die Trassen rund um den Gleisbauhof werden freigehalten, jüngst erst in der Planfeststellung Südostbahn und der „Planungswerkstatt Durlacher Allee“.
Gegenüber dem seit Ende 2008 geltenden Liniennetz weicht der Endzustand dahingehend ab, dass die S4/S41 gebrochen wurde in die Südäste nach Achern und ins Murgtal, die seitdem in der Tullastraße enden, und in den Nordast nach Heilbronn, der am Hauptbahnhof endet. Des Weiteren fährt die Stadtbahn nach Germersheim als S51/S52 werktags einen Ring Germersheim – Kaiserallee – Marktplatz – Hbf – Germersheim bzw. umgekehrt, statt als S8 am Marktplatz zu enden. Inwieweit diese aktuellen Konzepte Einfluss auf das obige Netz haben, ist unbekannt.
Das geplante Liniennetz enthält somit beim bisherigen 10-min-Takt im Stadtbahntunnel je Stunde in der HVZ:
- zwischen Mühlburger Tor und Marktplatz 5 Linien mit 33 Bahnen je Richtung (inklusive der zusätzlichen S1/S11-Eilzüge in der HVZ)
  - davon biegen 9 Bahnen je Richtung am Marktplatz ab (S1/S11 inkl. Eilzüge)
- zwischen Marktplatz und Durlacher Tor 6 Linien mit 33 Bahnen je Richtung (S4/S41 im 20-min-Takt)
  - davon biegen 9 Bahnen je Richtung am Marktplatz ab (2 und S4/S41)
- zwischen Marktplatz und Augartenstraße 4 Linien mit 19 Bahnen je Richtung (bei Stundentakt S8 und Eilzügen S1/S11)
  - Von denen 1 Bahn auf dem 3. Gleis endet, bei Berücksichtigung der aktuellen Brechung würden 2 Bahnen mehr fahren und dann 3 Bahnen enden

Damit ergibt sich eine Zugfolgezeit von durchschnittlich 109 Sekunden im Ost-West-Tunnel. Ähnlich dichte Zugfolgen werden bzw. wurden auch in anderen Stadtbahntunneln in Deutschland gefahren. Allerdings ist strittig, in welchem Umfang das höhengleiche unterirdische Gleisdreieck am Marktplatz die Kapazität beeinträchtigt, da es hierfür keine Vorbilder in anderen Städten gibt, siehe auch Kapitel Planungsphase.
Für den „Zwischenzustand“ zwischen Inbetriebnahme des Stadtbahntunnels (ursprünglich für Ende 2016 geplant) und Fertigstellung der Kriegsstraße und damit der ganzen Kombilösung enthielt die Gemeinderatsvorlage für die Entscheidung über die Baureihenfolge Stadtbahntunnel contra Kriegsstraße zwei Netze mit dann straßenbahnfreier bzw. noch nicht straßenbahnfreier Fußgängerzone. Die Entscheidung fiel zugunsten letzterer aus mit folgendem Netz:
| Linie  | Liniennetz der Kombilösung – Zwischenzustand                                          |
| ------ | ------------------------------------------------------------------------------------- |
| 1      | Durlach – Stadtbahntunnel – Oberreut                                                  |
| 2      | Wolfartsweier – Stadtbahntunnel – Hbf – Brauerstraße – Europaplatz – Knielingen-Nord  |
| 3      | Heide – Kronenplatz – Hbf (oberirdisch durch die Kaiserstraße), weiter als:           |
| 4      | Hbf – Europaplatz – Waldstadt (oberirdisch durch die Kaiserstraße)                    |
| 5      | Rintheim – Tullastraße – Ludwig-Erhard-Allee – Konzerthaus – Kühler Krug – Rheinhafen |
| 6      | Daxlanden – Europaplatz – Hbf – Kronenplatz – Hirtenweg                               |
| 8      | Wolfartsweier – Durlach                                                               |
| S1/S11 | Albtalbahn – Hauptbahnhof – Stadtbahntunnel – Nordweststadt – Neureut – Hardtbahn     |
| S2     | Stutensee – Tullastraße – Stadtbahntunnel – Rheinstetten                              |
| S4/S41 | Heilbronn – Bretten – Stadtbahntunnel – Hbf – Rastatt – Murgtal/Achern                |
| S5     | Pforzheim – Pfinztal – Stadtbahntunnel – Wörth                                        |
| S8     | Landau/Germersheim – Hbf – Stadtbahntunnel                                            |

Schematische Darstellung des Liniennetzes Zwischenzustand

Dies entspricht im Wesentlichen dem heutigen Liniennetz mit dem 3/4-Ring, angepasst an den Stadtbahntunnel mit dem Umweg der S2 über die Tullastraße und einer veränderten Führung der Linie 5, da die Fahrtmöglichkeit über die Karl-Friedrich-Straße entfällt, wobei gegenüber heute die Linienwege von 5 und 6 östlich des Mendelssohnplatz getauscht sind aufgrund der fehlenden Abbiegemöglichkeit von der südlichen Rüppurrer Straße in die Philipp-Reis-Straße. Es verblieben so nur zwei Linien in der Fußgängerzonen, nämlich der 3/4-Ring mit zwölf Bahnen je Stunde und Richtung, der Hauptteil des Marktplatzes wäre bereits straßenbahnfrei.
Der obige „Mitfall“ der Standardisierten Bewertung wurde mit folgendem „Ohnefall“ verglichen:
| Linie  | Liniennetz der Kombilösung – Ohnefall in der standardisierten Bewertung                    |
| ------ | ------------------------------------------------------------------------------------------ |
| 1      | Durlach – Marktplatz – Oberreut                                                            |
| 2      | Wolfartsweier – Marktplatz – Hbf – Europaplatz – Daxlanden                                 |
| 3      | Hirtenweg – Kronenplatz – Hbf – Brauerstraße – Europaplatz – Knielingen-Nord               |
| 4      | Waldstadt-Europaviertel – Europaplatz – Hbf, weiter als:                                   |
| 6      | Hbf – Kronenplatz – Neureut-Kirchfeld                                                      |
| 5      | Rintheim – Tullastraße – Ludwig-Erhard-Allee – Konzerthaus – Kühler Krug – Rheinhafen      |
| 7      | Durlach – Ludwig-Erhard-Allee – Konzerthaus – Kühler Krug – Rheinstrandsiedlung            |
| 8      | Wolfartsweier – Durlach                                                                    |
| S1/S11 | Albtalbahn – Hauptbahnhof – Marktplatz – Europaplatz – Nordweststadt – Neureut – Hardtbahn |
| S2     | Stutensee – Durlacher Tor – Marktplatz – Rheinstetten                                      |
| S4/S41 | Heilbronn – Bretten – Marktplatz – Hbf – Rastatt – Murgtal/Achern                          |
| S5     | Pforzheim – Pfinztal – Marktplatz – Wörth                                                  |
| S8     | Landau/Germersheim – Albtalbahnhof – Marktplatz – Europaplatz – Albtalbahnhof              |

Schematische Darstellung des Liniennetzes Ohnefall

Die Führung der S8 entspricht der der S41 nach Abtrennung aus den S4-Umläufen, wobei deren Endziel nach Eröffnung des neuen Depots in der Gerwigstraße auf Tullastraße geändert wurde.
Im Rahmen der Planfeststellung der Strecke über die 2012 eröffneten Ludwig-Erhard-Allee wurde die Frage nach dem Schicksal der Führung über die Philipp-Reis-Straße aufgeworfen, die nach obigem Netz ungenutzt wäre, was aber der zehnjährigen Bindungsfrist der Fördergelder widerspräche. Es wurde eine Linie 9 skizziert von der Tullastraße über die Philipp-Reis-Straße und die Brauerstraße über zwei Neubaustrecken, Querspange Europahalle und Pulverhausstraße, zur Rheinstrandsiedlung. Der Umsetzungszeitpunkt dieser beiden Projekte ist aber offen, im Doppelhaushalt 2013/2014 ist kein konkretes Jahr mehr angegeben.

## Kosten
Im Vorfeld des Bürgerentscheides 2002 wurden die Gesamtkosten mit 380 Millionen Euro für den Stadtbahntunnel und 150 Millionen Euro für die Kriegsstraße prognostiziert, zusammen 530 Millionen Euro, gefördert vom Bund mit 60 % und dem Land mit 25 %, „die Verkehrsbetriebe haben lediglich 15 Prozent, also etwa 57 Millionen Euro, für die Baukosten des Stadtbahn-Tunnels zu übernehmen“. Falls die Förderung der Kriegsstraße im Zuge einer ÖV-Maßnahme scheitern sollte, solle eine Förderung als IV-Maßnahme (max. 70 %) beantragt werden.
Nicht förderfähige Kosten waren in der damaligen Prognose noch nicht vorgesehen.
Der Förderantrag von Ende 2004 ging von einer geringeren Gesamtsumme von 495 Millionen Euro aus, davon 333 Mio. für den Stadtbahntunnel und 162 Mio. für die Kriegsstraße. Der darauf beruhende Zuwendungsbescheid von Ende 2008 wies rund 66. Mio. nicht zuwendungsfähige Kosten aus, so dass zusammen mit einer inzwischen von 25 % auf 20 % reduzierten Landesförderung ein Eigenanteil von gut 151 Mio. resultierte.
Gleichzeitig mit der Förderzusage wurde im Dezember 2008 auch eine neue Kostenschätzung veröffentlicht über 588 Mio. Euro, davon gut 172 Mio. Eigenanteil.
Der nach Ausschreibungsergebnis für den Rohbau des Stadtbahntunnels gestellte Ergänzungsantrag ging von 638 Mio. Euro Gesamtkosten aus. Der darauf beruhende Bescheid wies nur noch 500 Mio. förderfähige Kosten aus, wodurch sich der Eigenanteil mittlerweile auf 240 Mio. erhöhte.
Die aktuelle Kostenfortschreibung Stand April 2013 für Dezember 2013 wurde auf 674 Mio. Euro beziffert, die Prognose für das Ende 2019 mit selbem Stand mit 750 bis 800 Mio. Euro.
Stand Januar 2015 liegt die Prognose für die Gesamtherstellungskosten laut Bauherr KASIG bei 897,3 Millionen Euro. Der Oberbürgermeister der Stadt Karlsruhe glaubt indes nicht mehr daran, dass die Kosten unter der Marke von 900 Millionen Euro zu halten sein werden.
Am 20. Mai 2015 berichtete die Stuttgarter Zeitung, dass die „Bundeszuschüsse für Stadtbahn in Gefahr“ seien, da der Bundesrechnungshof Zweifel an der Wirtschaftlichkeit habe. Der knappe Nutzen-Kosten-Faktor drohe angesichts der gestiegenen Kosten unter 1 zu sinken, womit dem Projekt die Förderfähigkeit entzogen wäre. Stadt und das Projekt befürwortende Parteien widersprachen scharf und betrachten den Entzug der Förderung als nicht möglich, ablehnende Parteien sahen die prognostizierten Risiken bestätigt. Der Förderbescheid von Ende 2008 enthält aber einen expliziten Hinweis auf die Möglichkeit, dass die Förderung entzogen werden kann, und auf die Pflicht zur unverzüglichen Einreichung von Unterlagen bei Kostensteigerungen. Gefahr besteht vor allem für den Projektteil Kriegsstraße, dessen Bau bis auf Vorarbeiten noch nicht begonnen ist, während die Bauarbeiten am Stadtbahntunnel schon relativ weit fortgeschritten sind. Bei der Kriegsstraße wird daher schon mit Verzögerungen gerechnet, da der Bund als Konsequenz der Bundesrechnungshofkritik Unterlagen angefordert hat. „Das Bundesministerium für Verkehr und digitale Infrastruktur (BMVI) hat gegenüber dem Bundesrechnungshof bestätigt, dass es weiterhin von der Gesamtwirtschaftlichkeit Ihres Projektes (sprich: Kombilösung) ausgeht“ bestätigte das Ministerium für Verkehr des Landes Baden-Württemberg am 5. Oktober 2016 gegenüber dem Bauherren, der KASIG. Am 28. Oktober 2016 hat der Aufsichtsrat der KASIG der Vergabe für die Ausführung der Rohbauleistungen für den Straßentunnel in der Kriegsstraße zugestimmt.
Die BNN berichtete am 22. April 2020 über Gesamtkosten von 1,5 Milliarden Euro. Damit haben sich die Baukosten im Vergleich zur ursprünglichen Kostenplanung um den Faktor drei erhöht. Der Eigenanteil welcher von der Stadt Karlsruhe zu tragen ist stieg damit auf fast 600 Millionen an. Bis frühestens 2060 soll eine Tilgung der Fremddarlehen durch die Stadt Karlsruhe möglich sein.

## Bauzeit
Für den Stadtbahntunnel wurde 2002, je nachdem, wie viele Maßnahmen parallel angegangen werden, eine minimale Bauzeit von sechs Jahren prognostiziert, pro Haltestelle zwei Jahre oberirdische Baumaßnahmen.
Eine genauere Zeitplanung enthielt die Gemeinderatsvorlage vom 21. Oktober 2008 zur Entscheidung über die Reihenfolge, nach der der Bau des Stadtbahntunnels in 6,5 Jahren von Anfang 2010 bis Mitte 2016 und der Bau der Kriegsstraße in 4,5 Jahren von Herbst 2015 bis Frühjahr 2020 vorgesehen war. Eine umgekehrte Reihenfolge hätte das Bauende auf Frühjahr 2022 verschoben, da man während des 300. Stadtjubiläums im Jahr 2015 keine Behinderungen durch oberirdische Baustellen im Bereich der Fußgängerzone haben wollte. In diesem Jahr sollte nur der Innenausbau des Stadtbahntunnels erfolgen.
Bedingt durch das Auslaufen des Fördergesetzes GVFG zum 31. Dezember 2019 wurde die Zeitberechnung  angepasst, da bis zu diesem Stichtag nach damaligem Stand jedes nach GVFG geförderte Projekt schlussabgerechnet sein musste. Die Planung für den Stadtbahntunnel sah unverändert eine Inbetriebnahme zum Fahrplanwechsel Dezember 2016 vor, während erste Maßnahmen zum Bau der Kriegsstraße auf 2014 vorgezogen werden mussten, um eine Fertigstellung Ende 2019 zu gewährleisten. 2015 beschlossen Bund und Länder, das GVFG für weitere 15 Jahre fortzuführen. Damit entfällt der 31. Dezember 2019 als Stichtag.
Der Bau des Straßentunnels unter der Kriegsstraße begann im April 2017.
Bedingt vor allem durch Verzögerungen beim Haltestellenbau und einem Ende Juni 2020 entstandenen Wasserschaden rechnete man im Sommer 2020 mit der Aufnahme des Regelbetriebs im Stadtbahn- und Straßentunnel zur Fahrplananpassung im Dezember 2021. Da bedingt durch die Corona-Pandemie viele Baustoffe nicht verfügbar waren, wurde die Inbetriebnahme des Straßentunnels für das Frühjahr 2022 prognostiziert. Die schlussendliche Eröffnung fand am 19. Oktober 2022 statt.

## Geschichte

### Anfänge des Schienenverkehrs in Karlsruhe
Karlsruhe erhielt öffentlichen Schienenverkehr am 10. April 1843 mit der Badischen Hauptbahn, deren erster Hauptbahnhof in der Kriegsstraße zwischen Ettlinger und Rüppurrer Tor lag.
Innerstädtischer Straßenbahnverkehr begann am 21. Januar 1877 mit einer Pferdebahn zwischen Gottesauer Platz zum Mühlburger Tor und am 26. Juni vom Marktplatz über die Karl-Friedrich-Straße zum ersten Hauptbahnhof. Am 14. Mai 1881 folgte die Dampfbahn vom Durlacher Tor nach Durlach. 1900 erfolgte die Elektrifizierung des Netzes.
Zum 6. Oktober 1890 kam die meterspurige Karlsruher Lokalbahn in der Kriegsstraße hinzu, die auch über deren östlichen Teil am alten Hauptbahnhof vorbeiführte.
Damit hat Schienenverkehr fast in allen Abschnitten des Projektes der Kombilösung eine weit in das 19. Jahrhundert zurückreichende Tradition.
Am 13. Juni 1961 wurde der Verkehrslinienplan beschlossen, der nicht nur Nord- und Südtangente festlegte, sondern auch einen kreuzungsfreien Ausbau der Kriegsstraße. Wegen des Baus der 1965 eröffneten Unterführung Ettlinger Tor wurde der Straßenbahnverkehr in der Kriegsstraße am 2. Februar 1964 stillgelegt. 1972 folgte die Unterführung Karlstor.
Überlegungen, den Nahverkehr von Straßenbahnen komplett auf Busse umzustellen, scheiterten Anfang der 1950er Jahre schon im Ansatz.
Auch ein Gutachten, das im Zuge der Aufstellung des Verkehrslinienplans von 1961 im Jahr 1960 beauftragt und 1966 fertiggestellt wurde zur Ausweitung des Busverkehrs, konnte sich nicht durchsetzen. Es blieb dabei, dass Karlsruhe auf den Schienenverkehr setzte und diesen konsequent ausbaute.
Dazu gehörte auch 1957 die Gründung der Albtal-Verkehrs-Gesellschaft aus Anlass der Übernahme und anschließenden Umspurung der Albtalbahn und Integration in das Straßenbahnnetz als Überlandstraßenbahn, womit die Keimzelle des späteren Karlsruher Modells aufgebaut war.

### Frühe U-Bahn-Überlegungen
Das 1966er Gutachten enthielt aber auch schon drei Varianten für eine Tieferlegung des Straßenbahnverkehrs.
Der 1970 neu gewählte Oberbürgermeister Otto Dullenkopf kehrte von der Idee der autogerechten Stadt ab und favorisierte die menschengerechte Stadt mit ausgebautem Gerüst im öffentlichen Nahverkehr. Dadurch änderte sich auch die Zielsetzung einer U-Strab. Diente sie anfangs eher der autogerechten Stadt und beseitigte ihre „Hindernisse“, stand nun immer mehr die Entlastung der Innenstadt vom zunehmenden Straßenbahnverkehr im Fokus.
Am 6. August 1970 wurde ein „Arbeitskreis U-Strab“ beschlossen, der am 24. September 1971 sein Ergebnis der „Untersuchung über eine Unterpflasterstraßenbahn in Karlsruhe“ vorlegte. Zur optimalen Erschließung mit öffentlichem Verkehr wären 11 Linien notwendig, unzumutbar für die Hauptgeschäftsstraße. Der darin favorisierte Vorschlag enthielt einen Ost-West-Tunnel mit Rampen in der Durlacher Allee westlich der Tullastraße und in der Kaiserallee westlich des Mühlburger Tores. Allerdings sollte dieser Tunnel nicht unter der Kaiserstraße, sondern unter der Erbprinzen- und Markgrafenstraße verlaufen. Außerdem waren ein Südabzweig vom Rondellplatz bis südlich hinter den Hauptbahnhof und ein Nordabzweig vom Europaplatz unter der Knielinger Allee zur Nordweststadt Teil des Vorschlags. Die Hälfte der Linien sollte unterirdisch fahren, die andere Hälfte weiterhin oberirdisch:
| Linie | Vorgeschlagener Linienweg über Tunnel – 1971 (Variante 5.2 aus "Untersuchung einer Unterpflasterstraßenbahn in Karlsruhe")      |
| ----- | --- |
| 1     | Durlach – Rondellplatz – Hauptpost (heute: Europaplatz) – Knielingen                                                            |
| 2     | Durlach – Rondellplatz – Hauptpost – Nordweststadt                                                                              |
| 3     | Durlach – Rondellplatz – Hauptpost – Rheinstrandsiedlung                                                                        |
| 4     | Waldstadt – Rondellplatz – Hauptpost – Rheinstrandsiedlung – Durmersheim                                                        |
| 5     | Waldstadt – Rondellplatz – Hauptpost – Hauptbahnhof – Rüppurr                                                                   |
| 6     | Herrenalb/Langensteinbach – Hauptbahnhof – Rondellplatz – Hauptpost – Nordweststadt – Neureut – ggf Kernforschungszentrum       |
| Linie | Vorgeschlagener Linienweg oberirdisch – 1971                                                                                    |
| 7     | Waldstadt – Marktplatz – Hauptpost – Beiertheimer Feld – Oberreut                                                               |
| 8     | Daxlanden – Hauptpost – Marktplatz – Hauptbahnhof – Mathystraße – Kühler Krug – Entenfang – Rheinhafen – Rheinstadt             |
| 9     | Oberreut – Beiertheimer Feld – Ebertstraße – Hauptbahnhof – Marktplatz – Hauptpost – Neureuter Straße                           |
| 10    | Rintheim – Hauptfriedhof – Marktplatz – Hauptbahnhof – Hauptpost – Rheinhafen – Rheinstadt                                      |
| 11    | Ring Hauptbahnhof – Rüppurrer Straße – Marktplatz – Hauptpost – Hauptbahnhof                                                    |
| 12    | Ring Hauptbahnhof – Rüppurrer Straße – Marktplatz – Hauptpost – Schillerstraße – Beiertheimer Feld – Ebertstraße – Hauptbahnhof |

Die Rheinstadt war ein damals geplanter Trabantenstadtteil in der Nähe des Knielinger Sees in Rheinnähe. Die Betriebsstrecke zum Depot West wäre auch von den Linien dorthin genutzt worden. Beim Bau der Tiefgarage hinter dem Hauptbahnhof wurde deren Untertunnelung als Bauvorleistung berücksichtigt.
Neben der favorisierten Variante 5.2 enthielt die Studie von 1971 noch weitere Varianten: ohne Nordabzweig, mit oder ohne Nordabzweig mit weiterem Tunnel unter der Kaiserstraße und anderen Straßen für eine bahnfreie Innenstadt sowie eine Voll-U-Bahn mit einer Nord-Süd-Linie … – Rüppurr – Marktplatz – Neureut – … und einer Ost-West-Linie Rheinstetten – Marktplatz – Durlach mit Abzweigen in die Waldstadt und in die Rheinstadt, das restliche Netz wäre eingestellt worden.
Als „Y-Lösung“ ohne Nordabzweig hielt sich diese Idee noch länger, zuletzt noch bei der FDP, die unter Favorisierung dieser Variante zu den Gegnern des 1996 geplanten Tunnels zählte.
Neben Straßenbahntunneln wurden in den 1970er Jahren bis Anfang der 1980er auch verschiedene S-Bahn- und Regionalbahnkonzepte mit besserer Anbindung der Innenstadt (der Hauptbahnhof liegt seit 1913 relativ weit von der Innenstadt entfernt) von unterschiedlichen Institutionen und Verbänden untersucht. Viele Ideen integrierten den damaligen citynahen Güterbahnhof und verlängerten diesen per Tunnel unter der Stadt durch.
1976 erbrachte ein weiteres Gutachten, dass das oberirdische Netz vorläufig ausreiche, nur langfristig wurde die Notwendigkeit unterirdischer Lösungen bestätigt, bspw. durch eine Kompaktbahn. 1972 wurde im Übrigen mit der Umwandlung der Kaiserstraße zur Fußgängerzone begonnen. Zusammen mit der ausgebauten Kriegsstraße entspannten sich so die Verkehrsverhältnisse in der Innenstadt. Dieselben Gutachter kamen 1980 zum Ergebnis der Beibehaltung des vorhandenen Netzes mit Erweiterung in die Region.
1981/1983 entstand eine Studie zur „K-Bahn“, eine fahrerlose Kleinprofilbahn mit Stromschiene, in Außenbezirken aufgeständert. Als Strecken wurden Rheinstrandsiedlung – Durlach und Oberreut – Waldstadt vorgeschlagen, Kosten 1 Mrd. DM.
1983 gab es eine erste Studie zur Verknüpfung von Straßen- und Eisenbahn, noch mit mehreren Ansätzen zur Energieversorgung.

### U-Bahn-Studie 1989
Im Mai 1989 hat die Stadt eine Studie „U-Strab in Karlsruhe“ vorgelegt. Zu dieser Zeit war bereits die Erweiterung des Karlsruher Stadtbahnnetzes
nach dem Karlsruher Modell auf Eisenbahnstrecken in die Region hinaus beschlossen, wodurch mehr Bahnen in der Innenstadt erwartet wurden. Ein Teil des Mehrverkehrs wurde aber auch durch andere Fahrzeuge aufgefangen. Bot eine Doppeltraktion des alten, nur 2,4 m breiten und 26 m langen GT8-D nur 140 Plätze, hatte eine Doppeltraktion der damals neuen 2,65 m breiten und rund 38 m langen GT8-80C 234 Sitzplätze. Allerdings behinderten die längeren Stadtbahnzüge Fußgänger stärker beim Überqueren der Kaiserstraße als die älteren, kürzeren Fahrzeuge; ein Phänomen, welches in Anspielung auf die Lackierung der Fahrzeuge mitunter als die „gelbe Wand“ bezeichnet wird.
In dieser Studie wurden fünf Varianten untersucht:
Variante 1U-Straßenbahn in der ganzen Innenstadt
Verlegung des heutigen Netzes in der Innenstadt unter die Erde mit viergleisigem Tunnel im Bereich der Kaiserstraße.
Mit Untervarianten (2x2 Gleise übereinander oder 4 nebeneinander), 7 Rampen in der Kernstadt, bahnfreie Innenstadt
Baukosten 580 (Gefrierverfahren) bis 630 (Deckelbauweise) Mio. DM, 11 Jahre Bauzeit, Bewertung: denkbar
Variante 2Y-Lösung mit Omnibusergänzung
Führung der Regionallinien unterirdisch und Ersatz des restlichen Straßenbahn-Netzes durch Omnibusse.
Mit 3 Rampen: westlich Mühlburger Tor, östlich Durlacher Tor, südlich Hauptbahnhof, Ost-West-Tunnel unter Amalien-, Erbprinzen- und Markgrafen- und Brunnenstraße, Südabzweig unter Lamm- und Bahnhofstraße, bahnfreie Innenstadt, Busse über Zirkel und Kriegsstraße
Baukosten 590 (Gefrierverfahren) bis 760 (Schildvortrieb) Mio. DM, 7 Jahre Bauzeit: nicht empfehlenswert
Variante 3Y-Lösung mit Straßenbahn-Ergänzung
Führung der Regionallinien unterirdisch und Beibehaltung des heutigen Straßenbahn-Netzes ebenerdig.
Y wie 2., keine bahnfreie Innenstadt
Baukosten 490 (Gefrierverfahren) bis 660 (Schildvortrieb) Mio. DM: denkbar und könnte als Zwischenstufe zur Variante 4 empfohlen werden
Variante 4Y-Lösung mit U-Strab-Ergänzung
Führung der Regionallinien unterirdisch, restliches Straßenbahn-Netz in der Innenstadt ebenfalls unterirdisch.
Mit Untervarianten 4.1 mit 4 Rampen innerhalb und 4.2 mit 5 Rampen außerhalb der Stadttore, (teilweise) bahnfreie Innenstadt
Baukosten 1020 (4.1 Schildvortrieb), 790 (4.1 Gefrierverf.), 1030 (4.2 Gefrierverf.) oder 1330 (4.2 Schildvortrieb) Mio. DM: Variante 4.2 empfehlenswert, Variante 4.1 wurde verworfen
Variante 5U-Strab im Fußgängerbereich
Verlegung des heutigen Netzes in der Innenstadt unter die Erde mit zweigleisigem Tunnel unter der Kaiserstraße.
Untervarianten 5.1. fahren auf Sicht im beleuchteten Tunnel, 5.2 automatischer Betrieb, wie Variante 4.1 ohne Y für alle Linien, inakzeptable Rampenlagen
Baukosten 200 (5.1 Gefrierverf.) bis 220 (5.1 Deckelbauweise) plus 85 (5.2 Autom.) Mio. DM: nicht empfehlenswert
Die Y-Variante 3 wurde nach 1989 aufgegriffen, aber aus Kostengründen bald wieder verworfen zugunsten einer Planung unter der Kaiserstraße.
1991 wurde in der städtischen Materialsammlung „Verkehr in der Stadt“ die Notwendigkeit einer U-Strab im Innenstadtbereich oder einer Trasse in der Kriegsstraße aufgezeigt.

### U-Bahn-Studie 1992
Eine weitere Studie „Straßenbahn in der Kaiserstraße, Entlastung durch eine zweite Ost-West-Achse“ untersuchte die Varianten.:
Kriegsstraße
K1 Straßenbahn in Mittellage, Aufständerung im Bereich der Rampen
K2 Straßenbahn in Mittellage, teils Aufständerung und Richtungstrennung
K3 Straßenbahn in nördlicher Seitenlage
K4 Straßenbahn in Mittellage über Autotunnel
K5 Straßenbahn in Mittellage bei Aufgabe der Unterführungen, alles ebenerdig
K6 Straßenbahn in Hochlage
U-Strab
U1 zweigleisige Tunnelröhre unter der Kaiserstraße
U2 Zwei eingleisige Tunnelröhren unter der Kaiserstraße
U3 Deckelbauweise in der Kaiserstraße
U4 Zweigleisige Tunnelröhre unter der Zähringerstraße
U5 Ost-West-Achse unter Amalien-, Erbprinzen- und Markgrafen- und Brunnenstraße
Der Gemeinderat beschloss am 15. Dezember 1992, zur Steigerung der Leistungsfähigkeit und zur Entlastung vom hohen Straßenbahnaufkommen in der Innenstadt mit der Mehrheit von CDU und SPD die Variante U2 bis zur Planfeststellungsreife zu planen. Veranschlagt war sie mit 320 Mio. DM.
Grüne und Karlsruher Liste waren für eine Bahn in der Kriegsstraße, die FDP für die Variante U5.

### U-Bahn-Beschluss 1996 und erster Bürgerentscheid
Bei der Planung wurde dann die Option eines kreuzungsfreien Südabzweigs berücksichtigt, der aus Kostengründen später als zweiter Bauabschnitt hinzukommen sollte. Ebenfalls aus Kostengründen sollte es keine unterirdische Haltestelle Mühlburger Tor geben, sie sollte oberirdisch vor das Helmholtzgymnasium verlegt werden. Außerdem sollte die Länge der Halte nur noch auf Doppeltraktionen ausgelegt sein statt auf Dreifachtraktionen. Finanziell wurde die U-Strab als Teilmaßnahme der Stadtbahnprojekte nach „Pforzheim, Landau und Stutensee“ eingestuft: Die Standardisierte Bewertung wurde für diese Außenäste und die U-Strab gemeinsam durchgeführt und schloss 1995 mit einem Faktor von 2,06.
Die Rampen waren, wie heute, im Westen am Mühlburger Tor zwischen Grashofstraße und der Reinhold-Frank-Straße und im Osten östlich des Durlacher Tors bis vor den Gottesauer Platz geplant. Man wollte zwei Röhren bauen, je eine für ein Gleis in teilweise unterschiedlichen Tiefen, damit man am Marktplatz den Südabzweig später kreuzungsfrei hätte anbinden können. Deswegen hätte auch einer der beiden Bahnsteige dort in einer Tiefe von 22 Meter liegen müssen, während die anderen Haltestellen zwischen 10 und 12 Meter tief hätten liegen sollen. Die Lage der Halte entsprach ansonsten ungefähr denen der 2002er U-Strab. Diese Planung beschloss der Gemeinderat am 14. Mai 1996 mit einem Kostenvolumen von 390 Mio. DM und einer Bauzeit von sieben bis acht Jahren.
| Linie  | Vorgeschlagener Linienweg über Tunnel – 1996 – 1. Stufe        |
| ------ | -------------------------------------------------------------- |
| 1      | Durlach – Marktplatz – Oberreut                                |
| 6      | Aue – Marktplatz – Nordstadt                                   |
| S2     | Stutensee – Tullastraße – Marktplatz – Rheinstetten            |
| S5     | Pforzheim – Marktplatz – Wörth                                 |
| Linie  | Vorgeschlagener Linienweg oberirdisch – 1996 – 1. Stufe        |
| 2      | Durlach – Marktplatz – Hbf – Europaplatz – Daxlanden           |
| 3/4    | Siemensallee – Kronenplatz – Hbf – Europaplatz – Waldstadt     |
| S1/S11 | … – Ettlingen – Marktplatz – Neureut – …                       |
| S4     | … – Bretten – Marktplatz – Rastatt – …                         |
| 5      | Rintheim – Südstadt-Ost – Brauerstraße – Hbf – Tivoli          |
| 7      | Rheinhafen – Kühler Krug – Mathystraße – Hbf – Tivoli          |
| S3     | … – Bruchsal – Bf Durlach – Südstadt-Ost – Ettlinger Tor – Hbf |

Schematische Darstellung des Liniennetzes 1996, 1. Stufe

Es wären also weiterhin Straßenbahnen oberirdisch durch die Fußgängerzone gefahren. Nachts hätten alle Linien oben fahren sollen, dafür sollten alle Rampen Umfahrungen haben.
Während die beiden großen Fraktionen CDU und SPD die Planung unterstützten, gab es gegen diese Planungen Kritik von kleineren Parteien und Verbänden. Einigen Kritikern, darunter die FDP, ging die Planung nicht weit genug, da sie keine straßenbahnfreie Fußgängerzone ermöglicht. Insbesondere die großen Bahnen der Linien S1/S11 und S4 würden noch weiterhin dort fahren. Andere kritisierten die hohen Kosten, Sicherheitsrisiken, den umständlicheren Zugang zur Bahn, die Tiefe des einen Bahnsteiges sowie die betriebliche Inflexibilität des Tunnels. Kritisiert wurde auch, dass mit der Planung das Stadtzentrum weiterhin auf die Kaiserstraße fixiert bliebe, statt die Innenstadt in die Fläche zu entwickeln. Diese Südentwicklung würde dagegen durch eine Straßenbahntrasse in der Kriegsstraße gefördert, die daher als Alternative von den Kritikern gefordert wurde. Befürworter der U-Strab sahen diese dagegen nicht als Alternative, da bei Linienführungen über diese ein Umsteigen für Ziele um den Marktplatz herum erforderlich wäre und zudem eine Einschränkung des Autoverkehrs auf der Kriegsstraße nicht akzeptabel sei. Daher entstanden weitere Alternativkonzepte, unter anderem eine Nutzung des Zirkels als kaiserstraßennahe Umfahrung sowie der Bau einer zweiten Verbindungsrampe am Hauptbahnhof, die Fahrten aus Richtung Wörth ab Europaplatz über Albtalbahnhof und die DB-Gleise in Richtung Durlach (und weiter nach Bruchsal, Bretten oder Pforzheim) ermöglicht und somit eine andere Führung der Stadtbahnlinien statt durch die Fußgängerzone erlaubt hätte.
Aus den Kreisen der Kritiker heraus wurde daher die Initiative „Stoppt den Stadtbahntunnel“ gegründet und im Anschluss an den Gemeinderatsbeschluss vom 14. Mai 1996 ein Bürgerbegehren gestartet. Die nötige Zahl von 24.000 Unterschriften wurde in der gesetzlichen Frist erreicht, so dass es am 20. Oktober zu einem Bürgerentscheid kam. Dieser fiel mit 67,6 % deutlich gegen die U-Strab aus, das Quorum von 30 % wurde ebenfalls übersprungen, wenn auch nur knapp.

### Kriegsstraße und AK ÖV
Eine Machbarkeitsstudie für eine Straßenbahn in der Kriegsstraße wurde auf Initiative der SPD bereits zusammen mit dem U-Strab-Beschluss vom 14. Mai 1996 beschlossen als spätere Ergänzung des Netzes, nicht als Alternative. Der Zwischenbericht wurde im Dezember 1996, also nach dem die Ausgangslage verändernden Bürgerentscheid vorgestellt. 16 realistische Varianten wurden festgestellt:
- ÖV ebenerdig in Mittellage: Variante 100 ohne Unterführungen für den Autoverkehr, 101 Beibehaltung Unterführungen, 104 Autotunnel zwischen Karls- und Ettlinger Tor ohne Zwischenrampen, 106 durchgehender Autotunnel ohne Zwischenrampen an den Toren
- ÖV ebenerdig in nördlicher Seitenlage: 120 ohne Unterführungen, 121 Beibehaltung Unterführungen
- ÖV ebenerdig, ab Ettlinger Tor über Baumeisterstraße (Variante 140)
- ÖV-Tunnel Weinbrennerplatz – Kriegsstraße-Ost (200)
- ÖV-Tunnel Karlstor – Ettlinger Tor: 221 Beibehaltung Unterführungen, 224 ÖV- und IV-Tunnel dort
- ÖV-Tunnel Karlstor – Ettlinger Tor, Nymphengarten ebenerdig: 241 Beibehaltung Unterführungen, 246 Autotunnel dort
- ÖV-Hochlage Weinbrennerplatz – Kriegsstraße-Ost (321)
- ÖV-Hochlage mit ebenerdigen Anschluss an Karls- und Ettlinger Tor (340)
- ÖV-Hochlage mit ebenerdigem Halt Nymphengarten (361)

Die Varianten 100, 104, 121.1, 140, 200, 321 wurden zur vertieften Untersuchung vorgeschlagen.
Von diesen blieben im weiteren Verlauf nur die Varianten 100 und 104 übrig. Durchgehende Autotunnel (106 o. ä.) wurden abgelehnt, da der Durchgangsverkehr sehr gering ist. Eine Unterführung des überlasteten Mendelssohnplatzes ergänzend zu den bisherigen Unterführungen statt eines durchgehenden Tunnels war aber in keiner dieser 16 Varianten vorgesehen, daher auch:

„Die Gutachter kamen allerdings zum Ergebnis, dass der durch den Individualverkehr ohnehin bereits stark belastete Knoten zur Aufnahme einer weiteren Straßenbahnstrecke in Ost-West-Richtung mit mehreren Linien nicht geeignet ist. Zudem brachte die Standardisierte Bewertung ein unzureichendes, sogar negatives Resultat, da die Mehrzahl der Fahrgäste längere Reisezeiten durch Umsteigen oder zusätzliche Fußwege gehabt hätte. Der Gemeinderat hat diese Ergebnisse am 28.04.1998 zur Kenntnis genommen.“

Als Konsequenz dieser Bewertung wurde ein „Arbeitskreis Öffentlicher Verkehr in der Innenstadt“ gegründet, der in zwei Staffeln tagte. Er war zusammengesetzt aus je einem Vertreter der Gemeinderatsfraktionen und der lokalen Verbände ADAC, AG der Bürgervereine, Architektenkammer, BUZO, Einzelhandel, IHK, Pro Bahn, TSNV, VCD, zudem aus diversen Vertretern der Stadt und der Verkehrsbetriebe und den Gutachterbüros Koehler/Leutwein und PTV.
Der AK ÖV I behandelte in 4 Sitzungen zwischen dem 7. Juli 1998 und dem 3. Dezember 1998 kurzfristige Maßnahmen zur Entlastung der Kaiserstraße, der AK ÖV II in 5 Sitzungen zwischen dem 6. Juli 2000 und dem 21. Februar 2001 langfristige Maßnahmen zur Entlastung der Kaiserstraße.
Im AK ÖV II wurden drei Konzepte entwickelt:
- Variante A des VCD: Oberirdisches Straßenbahnnetz mit Netzergänzungen: Eine weitere Rampe am Hauptbahnhof, mit der die Linien S3, S4 und S5 bei gleichzeitiger Anbindung von Hauptbahnhof und Innenstadt anders geführt und die Fußgängerzone von einer Zweisystemlinie entlastet werden kann, sowie die Kriegsstraße, mit der eine Entlastung um eine weitere Linie möglich ist.
- Variante B der Verkehrsbetriebe: Straßenbahnfreie Fußgängerzone – Zwei-Stufen-Modell: Im ersten Schritt wird ein Ost-West-Tunnel mit Südabzweig am Marktplatz gebaut, der alle regionalem Stadtbahnlinien aufnehmen soll, der oberirdische Südabzweig am Marktplatz kann stillgelegt werden. In einer zweiten Stufe werden Südabzweige an Europa- und Kronenplatz geplant, um den kompletten Straßenbahnverkehr aus der Fußgängerzone herausnehmen zu können. Außerdem gibt es eine Option auf einen Nordostabzweig am Durlacher Tor. Die letzteren drei Rampen befänden sich in städtebaulich kritischem Umfeld.
- Variante C der BUZO: Tram oben, Stadtbahn unten – Entlastung der Kaiserstraße und Kapazitätserweiterung: Im Prinzip die erste Stufe von B, Gleise in der Fußgängerzone bleiben aber langfristig bestehen, dadurch mehr Leistung und Flexibilität sowie Belebung der Innenstadt auch nachts.[60]

Als offizielles Ergebnis des AK ÖV wurde bezeichnet, dass sich nur vier Stimmen für Variante A ausgesprochen haben, eine deutliche Mehrheit habe für eine Tunnellösung votiert. Dabei werden aber beide Tunnelvarianten zusammen geworfen, die sich in Bauaufwand und Ergebnis (Straßenbahnfreiheit der Fußgängerzone, ein später als wesentlich bezeichnetes Argument aus dem Bürgerentscheid 1996) deutlich unterscheiden.

### City 2015 und zweiter Bürgerentscheid
Diese drei Varianten waren die Grundlage des weiteren Prozesses, der zunächst im Oktober 2001 in eine Gemeinderatsvorlage für eine Bürgerbeteiligung mit dem Titel „City 2015 – Zukunftschancen für die Karlsruher Innenstadt“ mündete:
Über die Entwicklung seit den 70ern (Fußgängerzone, Aufwertung des ÖPNV) und der Konkurrenz zu anderen Städten und der „grünen Wiese“ mit Erwartungen der Besucher einer Innenstadt an Erreichbarkeit und Aufenthaltsqualität wurde ein Bedarf angenommen, die Innenstadt in einer offenen Diskussion zukunftsfähig weiterzuentwickeln. Ein Thema dabei wäre die Bahn, denn „in der inneren Stadt stellt sich die physische Dimension von Stadt- und Straßenbahnwagen sowie die Vielzahl der gebündelten Linien als Herausforderung für die weitere Diskussion dar. Wenn es möglich wird, die fußgängerunfreundliche  Dichte der Fahrzeuge zu verringern, bis hin zu einer vollständigen Befreiung, sind weitreichende städteräumliche und funktionale Verbesserungen denkbar und möglich. Soll das qualitativ herausragende Angebot des Karlsruher öffentlichen Personennahverkehrs beibehalten werden, erscheint das Tieferlegen der innerstädtischen Strecken diskussionswert. Es kann nach derzeitiger Einschätzung sogar weiteren Zuwächsen im öffentlichen Nahverkehr Rechnung tragen.“ Auch die großen Knotenpunkte am Rande der Innenstadt seien an der Grenze der Leistungsfähigkeit. Im weiteren Verlauf der Vorlage wird die Variante B des AK ÖV als dessen Empfehlung zitiert, aber auch die Ergänzung des innerstädtischen Straßenbahnnetzes mit einer Strecke in der Kriegsstraße.
Die beschlossene Bürgerbeteiligung „City 2015“ bestand aus folgenden Komponenten: Begleitausschuss Gemeinderat, Workshop von fünf Nichtkarlsruher Architekturbüros, ein Bürgerforum I, Bürgerarbeitsgruppen, Projektgruppe Bürgervereine, Facharbeitsgruppen von Verbänden, Klausurtagung Expertenforum, Bürger- und Besuchergutachten an zwei Wochenenden, Bürgerforum II mit Präsentation der Ergebnisse, Grundsatzbeschluss des Gemeinderates. Für den September 2012 war ein Bürgerentscheid geplant. Parallel dazu sollte während der ganzen Bürgerbeteiligung bis zum Bürgerentscheid ein Internetforum angeboten werden, das jedoch schon zum 7. August geschlossen wurde bei Wechsel der Trägerschaft von der „Kommunalentwicklung (KE)“ zur Stadt. Die Bürgerarbeitsgruppen teilten sich auf folgende Themen auf: Entwicklung der Fußgängerzone (2 Gruppen), Gestaltung von öffentlichen Räumen (2), Einkaufen in der City und Arbeiten in der City (1), Wohnen in der City (1-2), Entwicklung des Nahverkehrsnetzes (5), Gestaltung und Lage von Haltestellen (1), Auto und Rad fahren in der City (2), Umgestaltung der Kriegsstraße (2).
Auch wenn „City 2015“ viele innenstadtrelevante Themen umfasste, stand doch das Teilthema U-Strab im Fokus der Teilnehmer und der Öffentlichkeit. So wurden die rund 420 Teilnehmer der Bürgerarbeitsgruppen am Anfang nach der von ihnen favorisierten Lösung befragt. Zur Wahl standen die drei Varianten des AK ÖV (siehe oben) und die Auswahlmöglichkeiten „Status Quo“ D, „Sonstige Lösung“ E und „(noch) keine“ F. Das nicht repräsentative Meinungsbild von 335 an City 2015 teilnehmenden Bürger ergab 141 Punkte für A (oberirdisches Straßenbahnnetz), 72 für B (straßenbahnfreie Fußgängerzone), 60 für C (Tram oben, Stadtbahn unten), 2 für D, 29 für E, 31 für F, die zwei Tunnelvarianten mit unterschiedlichen Ansätzen konnten nur zusammen gleichziehen. Das nachfolgende Expertenforum bewertete Tunnellösungen besser als oberirdische. Das Gutachten von 89 repräsentativ ausgesuchten Bürgern (nicht wie geplant nach Stadt und Region unterschieden) kam am 6. und 8. Juni 2001 zu 94,4 % zum Ergebnis einer „Untertunnelung des gesamten Bahnverkehrs, um eine völlig freie Fußgängerzone mit hoher Qualität erreichen zu können“. Kurz darauf wurde von Oberbürgermeister Heinz Fenrich im Begleitausschuss des Gemeinderats am 12. Juni die heutige „Kombilösung“ als Ergebnis der (noch nicht beendeten) Bürgerbeteiligung präsentiert, die in dieser Form jedoch in den Bürgergruppen nicht thematisiert wurde. Die Diskrepanz zwischen Anfangsvotum und Bürgergutachten und die Verkündung der in City 2015 nicht diskutierten Kombilösung noch vor Ende der Beteiligung führte zu Kritik am Verfahren. Das abschließende Bürgerforum II am 3. Juli 2002, auf dem das Ergebnis der Bürgerbeteiligung City 2015 zusammen mit der Kombilösung vorgestellt wurden, verdeutlichte den „Riss durch die Stadt“ in der U-Strab-Frage, wie auch den weitgehenden Konsens in den 5 anderen Punkten, darunter der Umbau der Kriegsstraße. Danach entschied sich der Gemeinderat am 23. Juli 2002 für die Kombilösung und den Bürgerentscheid. Festgelegt wurde dabei auch die Fragestellung des Bürgerentscheids:
Sind Sie zur Entlastung der Kaiserstraße und Umgestaltung der Karlsruher Innenstadt für die Umsetzung der „Kombi-Lösung“, die aus folgenden Maßnahmen besteht:
- Unterirdische Führung des Schienenverkehrs in der Kaiserstraße mit einem unterirdischen Südabzweig am Marktplatz und
- schienenfreie Fußgängerzone zwischen Europaplatz und Kronenplatz sowie
- Umbau der Kriegsstraße mit einem Straßentunnel und oberirdischen Straßenbahnlinien?

☐ JA ☐ NEIN
Die Zusammenführung des nicht umstrittenen Umbaus der Kriegsstraße mit der strittigen Untertunnelung in einer Frage war ebenfalls Ziel von Kritik. Durchgeführt wurde der Entscheid am 22. September 2002 zusammen mit der Bundestagswahl 2002, was zu einer deutlich höheren Beteiligung als beim ersten Bürgerentscheid führte. Das Ergebnis war eine Zustimmung von 55,55 %.
Auf der Seite der Gegner gab es kein gemeinsames Alternativkonzept. Grüne, VCD und Bürgerinitiative traten mit vier Alternativnetzen an (drei davon von Berufsverkehrsplanern) mit unterschiedlichen Schwerpunkten.

### Planungsphase
Für Planung und Umsetzung wurde im Mai 2003 die Karlsruher Schieneninfrastruktur-Gesellschaft mbH (KASIG) gegründet. Diese stellte kurz vor Weihnachten 2004 den GVFG-Förderantrag. Man hat beschlossen, das Teilprojekt Stadtbahntunnel mit einem Planfeststellungsverfahren, das Teilprojekt Kaiserstraße mit einem Bebauungsplanverfahren zu planen. Am 20. April 2005 fand eine vorgezogene Bürgerbeteiligung im Rahmen des Bebauungsplanverfahrens Kriegsstraße statt. Beide Planungen lagen vom 9. Januar bis 10. Februar 2006 öffentlich aus, Einwendungen konnten bis zum 24. Februar 2006 eingereicht werden. Der Erörterungstermin für das Planfeststellungsverfahren fand vom 16. bis 18. Mai 2006 statt.
Am 11. März 2008 wurde der Bebauungsplan Kriegsstraße vom Gemeinderat beschlossen. Eine Randnotiz, die Entscheidung über die Reihenfolge der Projekte solle der KASIG überlassen werden, sorgte für Aufregung, denn es war Konsens, dass dies der Gemeinderat entscheidet, was dann am 21. Oktober 2008 erfolgte. Die Entscheidung fiel zugunsten der Reihenfolge Stadtbahntunnel – Kriegsstraße aus, wegen verkehrlicher und finanzieller Vorteile und weil die Bauzeit so unter Berücksichtigung des möglichst baustellenarmen Jahres des 300. Stadtjubiläums zwei Jahre kürzer ausfalle.
Am 15. Dezember 2008 wurde der Bewilligungsbescheid des Förderantrags erteilt. Bei der gesamtwirtschaftlichen Bewertung der Kombilösung wurde ein Nutzen-Kosten-Indikator von 1,186 ermittelt.
Nach einer Absichtserklärung vom 3. Juli 2007 unterzeichneten Stadt und Land am 22./23. Dezember 2008 eine Finanzierungsvereinbarung über eine Festbetragsfinanzierung von 100,8 Millionen Euro in zwölf Jahresraten, erstmals zum 30. Juni 2010. Die Förderzusage gilt nur bis zum 31. Dezember 2019, da dann das GVFG ausläuft. Die Förderzusage für den Umbau der Kriegsstraße erfolgte nur unter dem Vorbehalt, dass die Notwendigkeit des Umbaus zeitnah zum Baubeginn nochmals nachgewiesen wird. Hintergrund dieser Einschränkung sind die hohen Kosten des Autotunnels bei einer Finanzierung aus einem Topf des Schienenverkehrs.
Am 17. Dezember 2008 wurde der Planfeststellungsbeschluss übergeben.
Gegen den Beschluss wurden zwei Einzelklagen eingereicht, nur von einer wurde der Inhalt bekannt. Hierin ging es um die unzureichende Breite der Rettungswege im Tunnel für Rollstuhlfahrer, was auch Thema einer Petition des Klägers war. Am 24. März 2010 wurde die Klage wegen Nichtbetroffenheit für unzulässig erklärt.
Die Gegner des Projektes unternahmen mit einem neuen Bündnis ab 27. August 2009 einen letzten Versuch, das Projekt zu verhindern, indem sie Unterschriften für ein Bürgerbegehren sammelten, das sich nicht gegen einen konkreten Gemeinderatsbeschlüssen richtet (ansonsten hätte die Sammlung innerhalb einer Frist nach dem Beschluss erfolgen müssen). Die Zahl der nötigen Unterschriften wurde zwar laut Ergebnis der Prüfung am 5. November 2009 erreicht, aber die Zulässigkeit des Bürgerbegehrens wurde verneint, was am 7. Mai 2010 durch eine Eilentscheidung des Verwaltungsgerichtshofes Mannheim bestätigt wurde.
Parallel dazu wurde im Dezember 2009 von den Grünen ein Gutachten bei Vieregg-Rössler in Auftrag gegeben, das die Schätzung der Baukosten aber als seriös bezeichnete. Die errechneten Folgekosten seien jedoch zu niedrig angesetzt. Im Zuge dieses Gutachtens kamen dem Büro Zweifel, ob die Leistungsfähigkeit des Tunnels richtig beurteilt wurde. Der BUND beauftragte daher ein Folgegutachten zu diesem Thema. Knackpunkt sei danach das unterirdische höhengleiche Gleisdreieck, dessen Kapazität nicht für die geplante Zahl an Bahnen ausreiche. Das Problem wäre durch Umplanung lösbar.
Die KASIG und das Landesministerium wiesen dies zurück und verwiesen auf den Nachweis der Leistungsfähigkeit durch ein Gutachten von DB International.
Eine Bundestagsanfrage der Grünen im Juli 2010 ergab, dass der Nutzen-Kosten-Quotient nicht mehr bei 1,186 liegt, sondern nur noch bei 1,12 wegen einer nicht genehmigten Abweichung von der Standardisierten Bewertung: Geringe Reisezeitgewinne dürfen nicht voll in die Berechnung eingebracht werden.
Die Ausschreibungsunterlagen wurden am 19. Juni 2009 an fünf ausgewählte Konsortien versandt. Die Angebote mussten bis 6. Oktober 2009 abgegeben werden. Am 23. Februar 2010 wurde bekannt gegeben, dass der Zuschlag über 300 Millionen Euro an die zur Alpine Holding gehörende Arge aus Alpine Bau Deutschland AG, Universale Grund- und Sonderbaugesellschaft mbH (GSB), Alpine Beton- und Monierbau (Bemo) Tunneling GmbH und deren Mutterkonzern FCC Construcciòn erteilt wurde.
Nach ersten Vorarbeiten in 2009 inklusive des Baus eines Infopavillons am Ettlinger Tor („K.“) erfolgte am 21. Januar 2010 der offizielle Spatenstich des Stadtbahntunnels am Europaplatz.

## Bauphase

### Stadtbahntunnel

#### Insolvenz des Bauunternehmens
Nachdem die im Oktober 2012 gemeldeten Liquiditätsschwierigkeiten der Alpine Anfang 2013 zunächst gelöst schienen, musste die Alpine Bau in Österreich am 19. Juni 2013 Insolvenz anmelden. Die an der Arge beteiligten Unternehmen der Alpine Holding waren davon zunächst nicht betroffen. Im Verlauf des Tages meldete aber auch die Alpine Bau Deutschland Insolvenz an. Der Weiterbau der Kombilösung sei aber gesichert, notfalls werden Rechnungen von Subunternehmern von der KASIG direkt bezahlt und die anderen Partner der Arge springen ein. „Möglicherweise bringt die Insolvenz Zeitverlust, höhere Kosten und neue Partner mit sich.“ Am 12. Juli 2013 wurde bekannt, dass die Alpine Deutschland aus der Arge ausscheidet, Bemo Tunneling übernimmt deren Aufgaben und Personal.

#### Hohlraum unter der Kaiserstraße
Am 25. Juni 2015 brachte der Tunnelvortrieb im Bereich der Haltestelle Lammstraße instabilen Untergrund aus Kies und Sand zum Abrutschen. Dadurch entstand ein Hohlraum unter der Kaiserstraße. Da sich die Straßenbahnschienen um mehr als 20 mm abgesenkt hatten, musste der Straßenbahnbetrieb auf der Kaiserstraße eingestellt werden. Nachdem der Hohlraum mit Beton aufgefüllt worden war, wurde der Boden im Bereich des Hohlraums verdichtet und die Gleise wurden unterschottert. Der Bahnbetrieb in der Kaiserstraße wurde am 8. Juli 2015 wieder aufgenommen.

#### Probebetrieb
Am 4. August 2020 befuhr die erste Bahn im Rahmen einer Testfahrt den Ost-West-Tunnel unter der Kaiserstraße. Die Fahrt wurde mit einem Niederflurfahrzeug durchgeführt. Im April 2021 wurden zum ersten Mal sogenannte Stresstests durchgeführt. Dabei wurde unter anderem der zukünftige 10-Minuten Takt mehrerer Linien mit insgesamt 32 Bahnen nachts geprobt. In den Monaten vor der Eröffnung wurden auch Übungen von Polizei und Feuerwehr durchgeführt.

### Autotunnel

#### Stand der Arbeiten im September 2021
Der Bundesrechnungshof hatte im Mai 2016 den volkswirtschaftlichen Nutzen des Autotunnels angezweifelt, da er den Bau des Tunnels generell nicht für notwendig erachtet, im Herbst wurden die Fördergelder aber trotzdem freigegeben und die Auftragsvergabe eingeleitet. Am 21. April 2017 erfolgte der erste Spatenstich dieses Teilprojekts. Zu dieser Zeit wurde erwartet, dass es 230,2 Millionen Euro kosten würde und bis Ende 2021 fertiggestellt sei. In der bisherigen Bauzeit sind keine größeren Probleme aufgetreten, der Tunnelbau ist aber wegen Lieferschwierigkeiten für z. B. Elektro-Kleinteile und Kabel-Leerrohre mehrere Wochen in Rückstand geraten. Aus diesem Grund verzögerte sich die Eröffnung des Autotunnels auf damals voraussichtlich Anfang 2022, während die neue oberirdische Straßenbahntrasse Anfang Dezember in Betrieb gehen sollte. Der Straßentunnel wurde schließlich am 19. Oktober 2022 eröffnet.
Der Rohbau des Autotunnels war im September 2021 fertiggestellt und die Fahrstreifen im Tunnel und auf den Rampen waren asphaltiert worden. Im gesamten Tunnel wurde noch Technik (Beleuchtung, Entlüftung, Sicherheitseinrichtungen etc.) installiert und getestet. Die Straßenbahnstrecke war in den Bauabschnitten 01 und 02 (Henriette-Obermüller-Straße bis Mendelssohn-Platz) komplett fertiggestellt, in den Abschnitten O3, O4 und O5 zwischen Mendelssohn-Platz und Ettlinger Tor waren noch Arbeiten im Bereich der Gleise, z. B. die Installation der Oberleitung und die Begrünung erforderlich.

## Eröffnung

### Stadtbahntunnel
Der Stadtbahntunnel wurde am 11. Dezember 2021, einen Tag vor dem offiziellen Fahrplanwechsel, eröffnet. Anwesend waren unter anderem Oberbürgermeister Frank Mentrup (SPD), Landesverkehrsminister Winfried Hermann (Grüne) und Verkehrsstaatssekretär Michael Theurer (FDP). Der erste Sonderzug mit geladenen Gästen fuhr von der Haltestelle Marktplatz nach Osten zum Betriebshof Ost und zurück.
Um 14 Uhr wurden alle sieben Haltestellen gleichzeitig geöffnet. Die ersten drei Bahnen fuhren über die östliche, westliche und südliche Rampe in den Tunnel und trafen gleichzeitig am Gleisdreieck unter dem Marktplatz ein.

### Autotunnel Kriegsstraße
Aufgrund von Materialengpässen konnte der Autotunnel nicht wie geplant zeitgleich mit dem Stadtbahntunnel in Betrieb gehen. Er sollte daraufhin im Frühjahr 2022 eröffnet werden, der Termin wurde allerdings mehrmals verschoben. Nach einer Panne, bei der ein Lüfter zerstört wurde, wurde mit einer Eröffnung Ende 2022 gerechnet. Die Eröffnung des Tunnels erfolgte am 19. Oktober 2022 unter dem Namen Karoline-Luise-Tunnel.

## Galerie

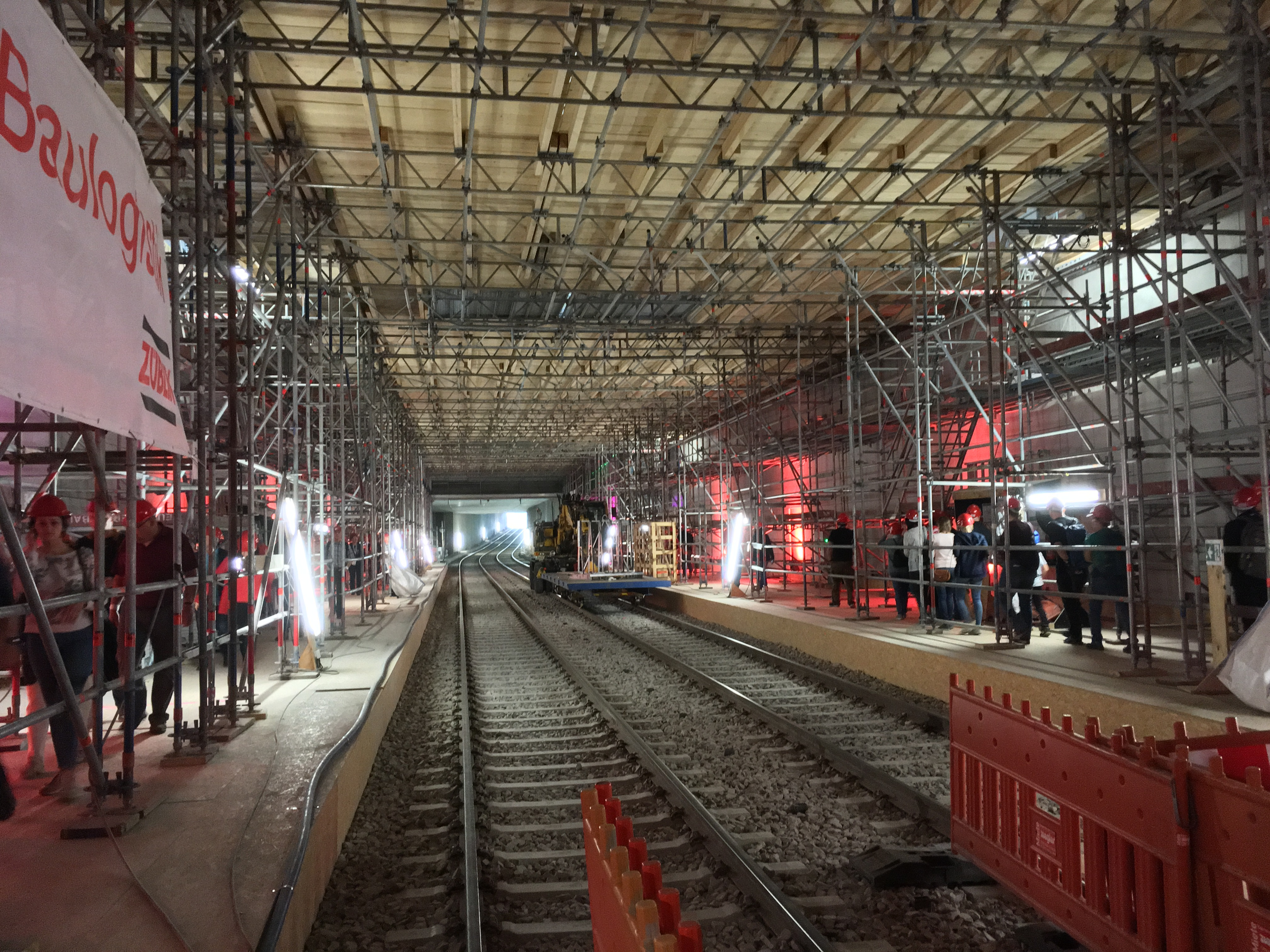
Kombilösung Baustelle Durlacher Tor 2019
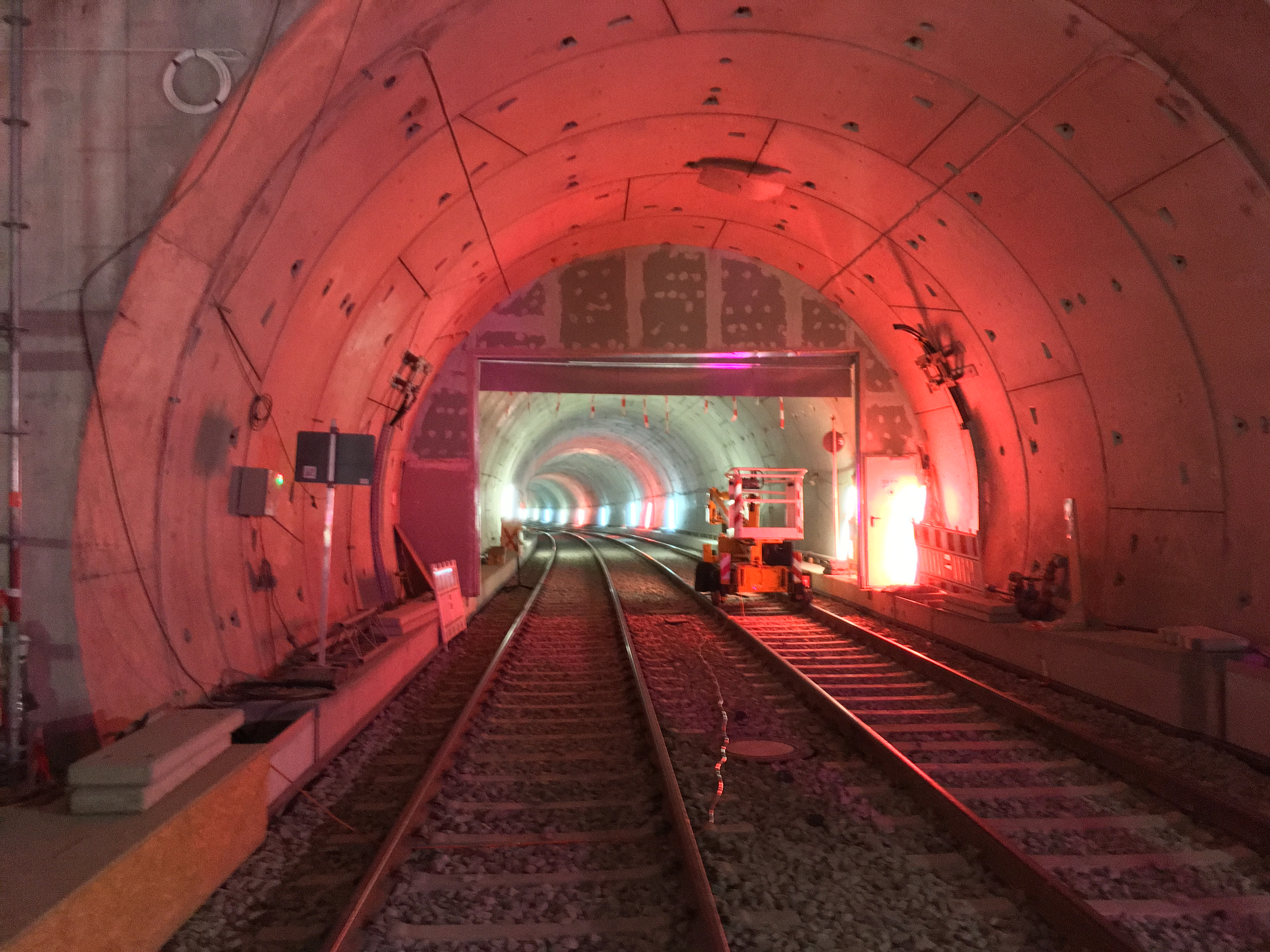
Kombilösung Baustelle Durlacher Tor 2019
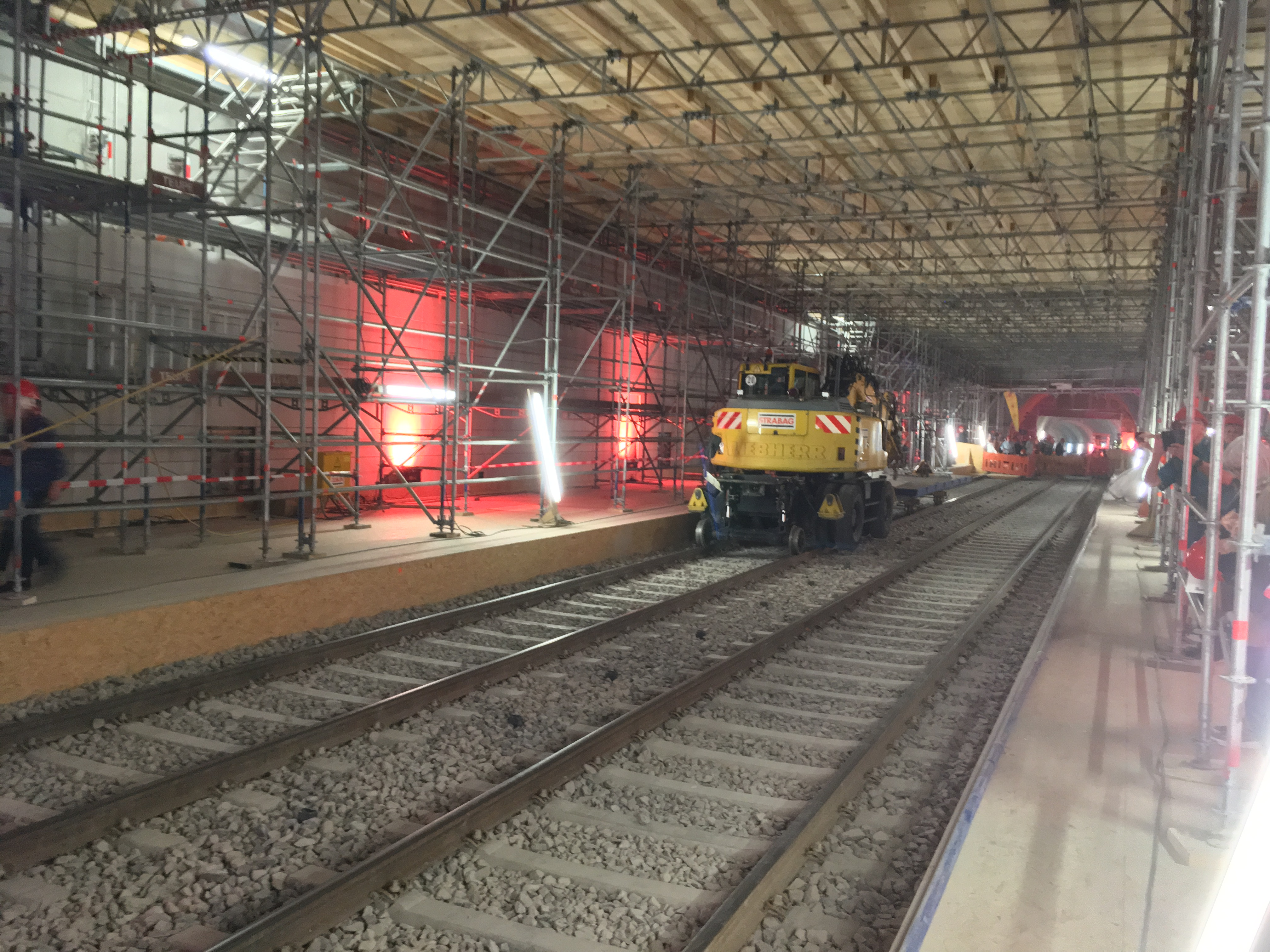
Kombilösung Baustelle Durlacher Tor 2019

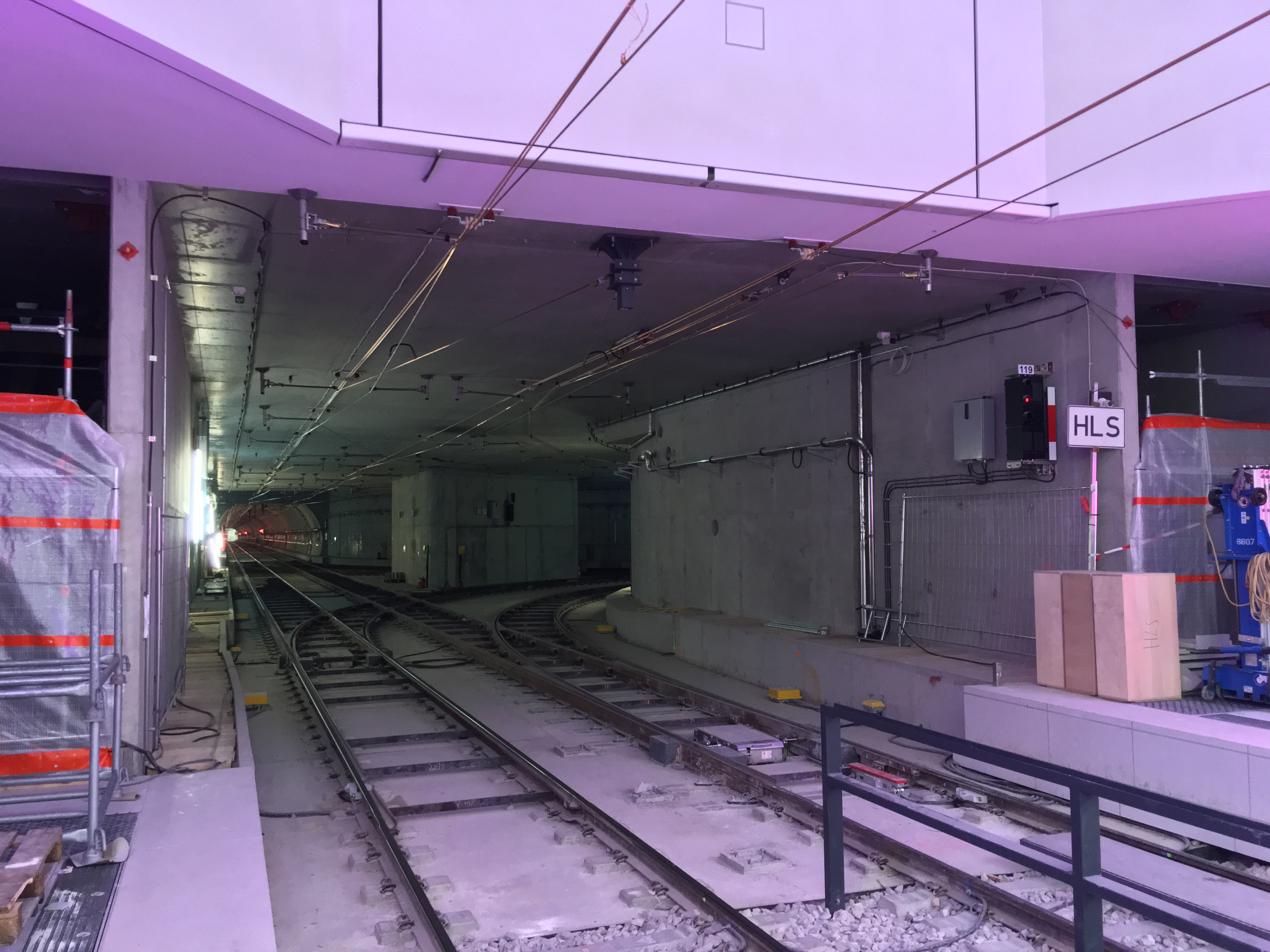
Kombilösung Baustelle Lammstraße 2020
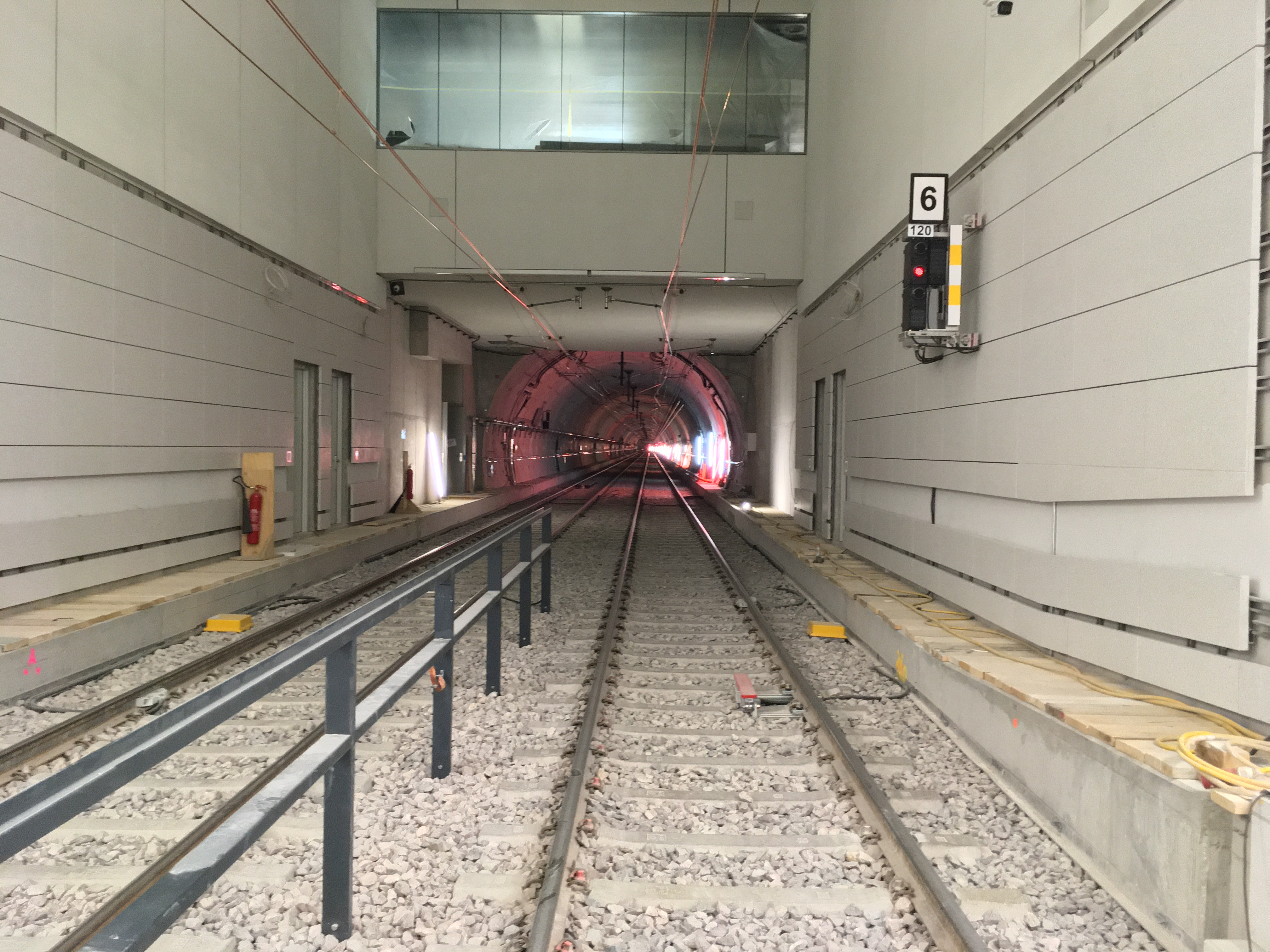
Kombilösung Baustelle Lammstraße 2020
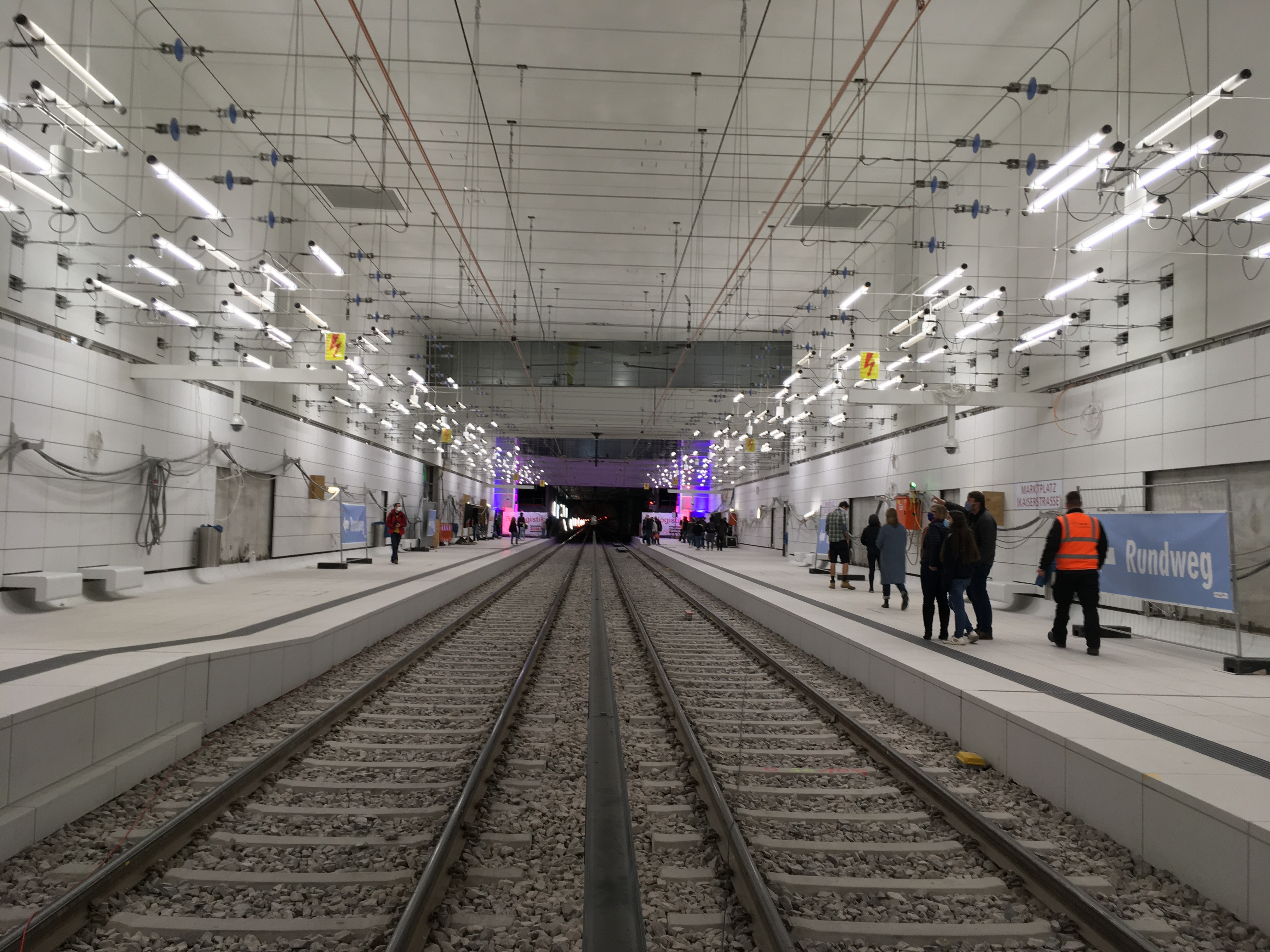
Kombilösung Baustelle Lammstraße 2020
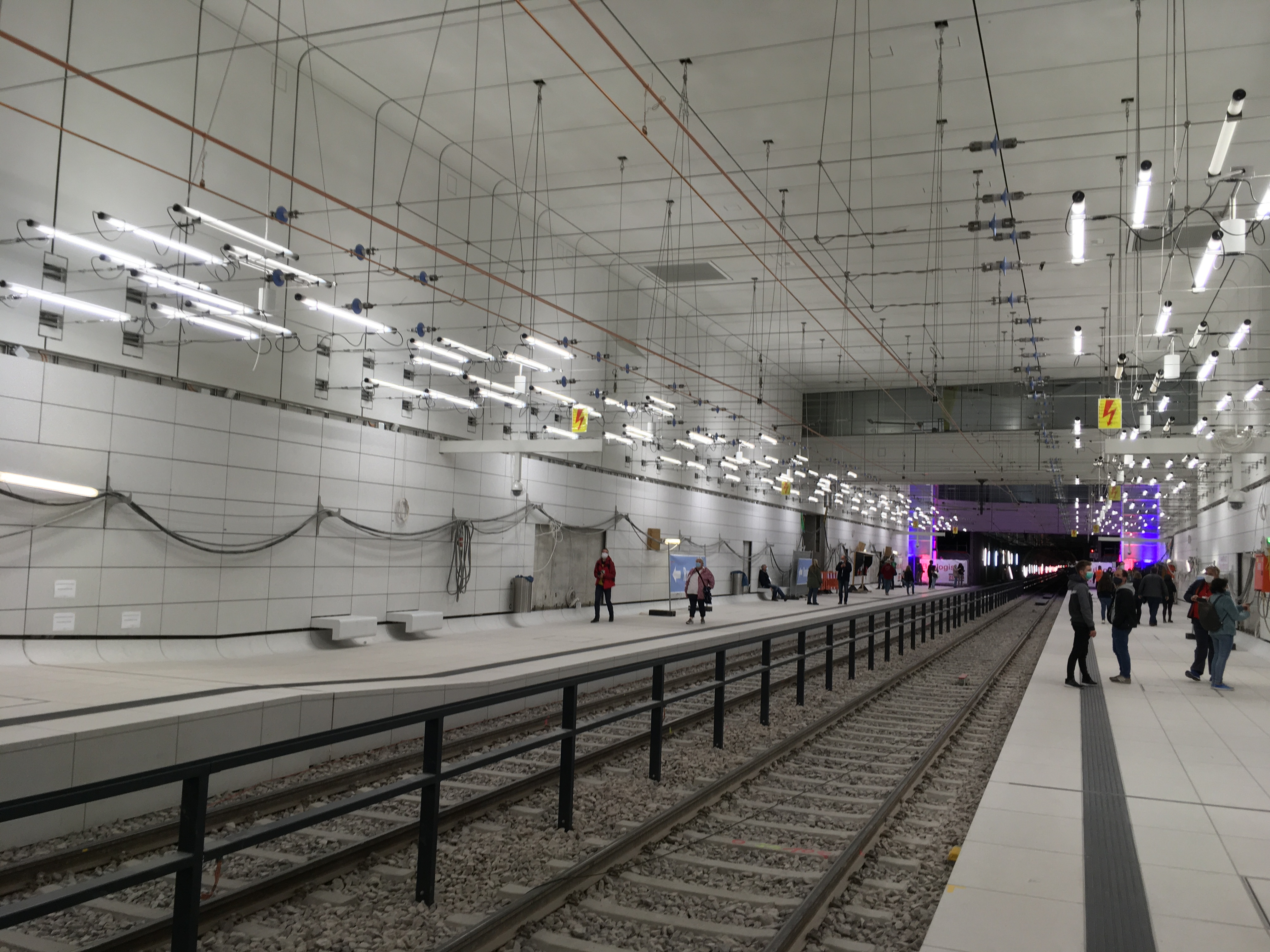
Kombilösung Baustelle Lammstraße 2020